# Turkije
Turkije, officieel de Republiek Turkije (Turks: Türkiye Cumhuriyetiⓘ), is een transcontinentaal land dat voornamelijk in Anatolië in Zuidwest-Azië ligt, met een deel op het Balkanschiereiland in Zuidoost-Europa. Ankara is de hoofdstad en regeringszetel van Turkije, terwijl Istanboel de grootste stad en het financiële centrum van het land is.
Het Aziatische (Anatolië) en veel kleinere Europese deel (Oost-Thracië) van Turkije worden van elkaar gescheiden door de Dardanellen, de Zee van Marmara en de Bosporus, die gezamenlijk de Middellandse Zee met de Zwarte Zee verbinden. Het land als organisatorische eenheid wordt om politieke, economische, culturele en geschiedkundige redenen vaak tot Europa, maar vanwege culturele en religieuze redenen vaker tot Azië gerekend. Het grenst aan acht landen: Bulgarije, Griekenland, Georgië, Armenië, Azerbeidzjan, Iran, Irak en Syrië. Turkije heeft in totaal 6530 km kustlijn.
Turkije heeft een rijke culturele erfenis die gevormd is door de eeuwenlange geschiedenis en de invloed van verschillende volkeren die meerdere millennia hebben bewoond; het is de locatie van 19 UNESCO-werelderfgoedlocaties en is een van de meest bezochte landen ter wereld.
De staat is lid van de G20, een groep die de 20 belangrijkste economieën van de wereld bij elkaar brengt. Turkije is mede-oprichter van de Verenigde Naties, de Organisatie voor Islamitische Samenwerking, de Organisatie voor Economische Samenwerking en Ontwikkeling, de Organisatie voor Veiligheid en Samenwerking in Europa en de Organisatie van Turkse Staten. Het is lid van de Raad van Europa sinds 1949 en van de NAVO sinds 1952. Sinds 2005 onderhandelen Turkije en de Europese Unie over toetreding ervan tot de EU. Volgens de CIA is Turkije een van de 34 ontwikkelde landen en de VN classificeert het als een land met een hoge menselijke ontwikkeling.

## Etymologie
De naam Turkije, Türkiye in het Turks, is te verdelen in twee woorden: Türk, wat Oudturks is voor "sterk" en meestal de inwoners van Turkije of een lid van de Turkse volkeren aanduidt, een latere vorm van "Tu-kin", een naam gegeven door de Chinezen aan de bewoners ten zuiden van het Altajgebergte van Centraal-Azië al in het jaar 177 voor Christus; en het abstracte achtervoegsel -iye (afgeleid van het Arabische achtervoegsel -iyya, maar het wordt ook geassocieerd met het Middeleeuws Latijnse achtervoegsel -ia in Turchia, en het Byzantijns Griekse achtervoegsel -ία in Τουρκία), dat "eigenaar" of "gerelateerd aan" betekent. Het eerste geregistreerde gebruik van de term "Türk" of "Türük" als een endoniem is geattesteerd in de Orchoninscripties van de Göktürken van Centraal-Azië (circa 8e eeuw voor Chr.).

## Geschiedenis

### Prehistorie van Anatolië en Oost-Thracië

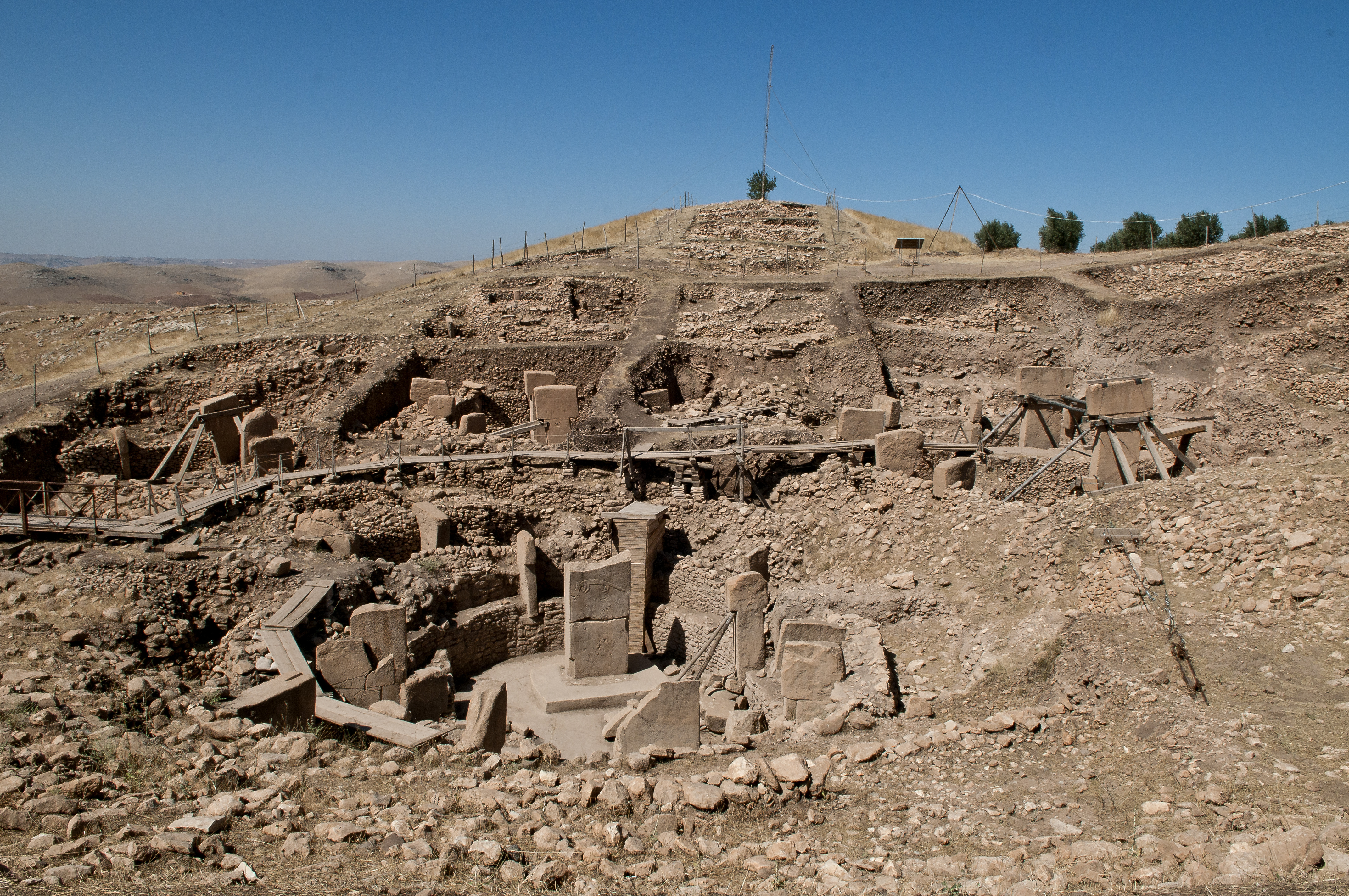
Sommige henges bij Göbekli Tepe werden al in 9600 v.Chr. gebouwd, meer dan zeven millennia ouder dan Stonehenge in Engeland.

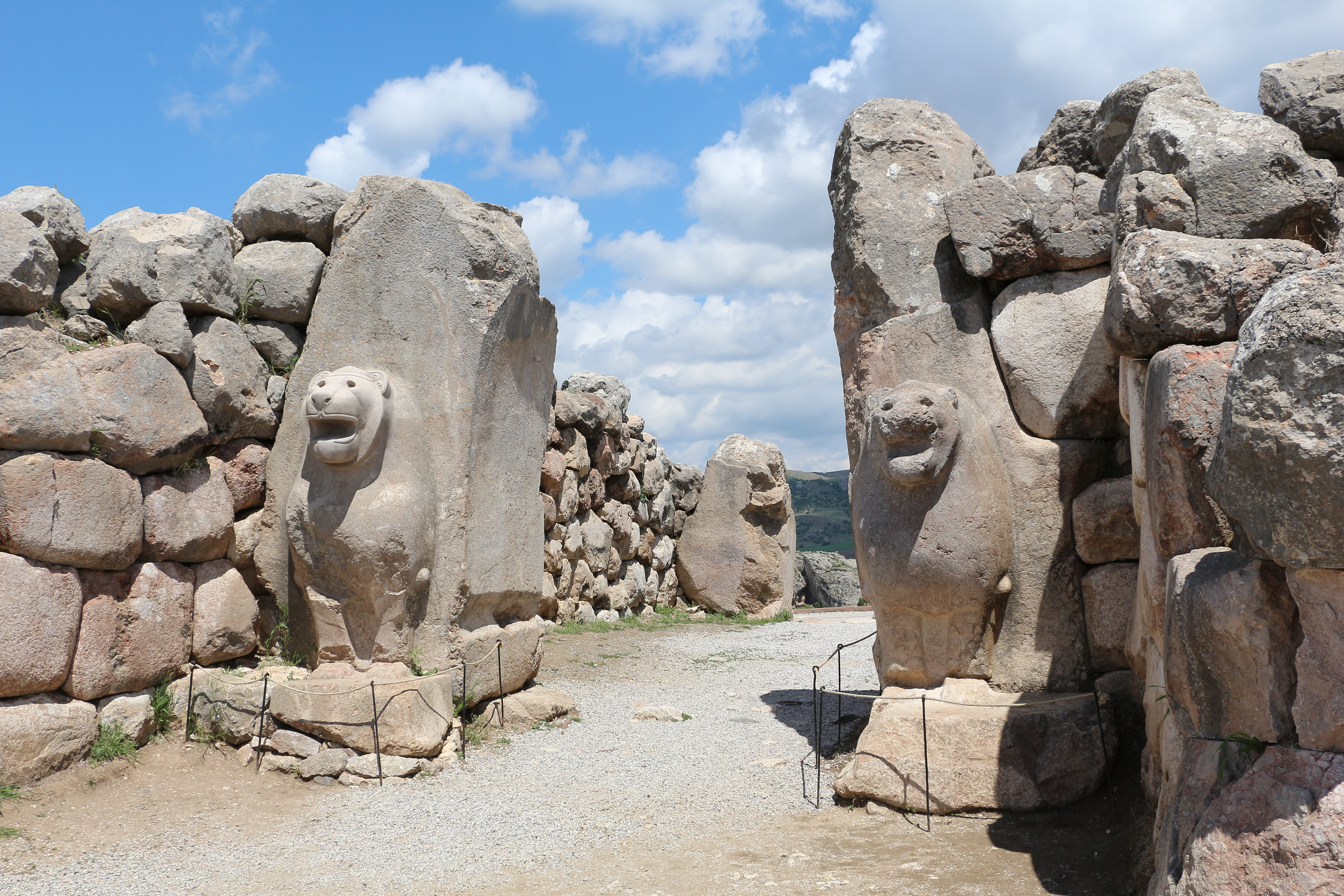
De Leeuwenpoort in Hattusa, hoofdstad van het Hettitische rijk. De geschiedenis van de stad dateert terug tot het 6e millennium voor Christus.

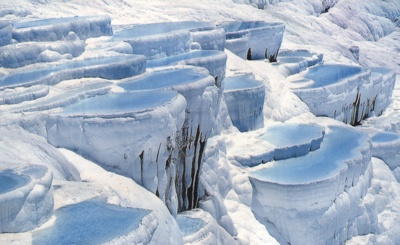
Pamukkale, een natuurfenomeen ontstaan uit het neerslaan van calciumcarbonaat uit warm water

Het Anatolische schiereiland, dat het grootste deel van het moderne Turkije omvat, is een van de oudste permanent bewoonde regio's ter wereld. Diverse oud-Anatolische bevolkingsgroepen hebben geleefd in Anatolië uit het Neolithicum tot de Hellenistische periode. Veel van deze volkeren spraken de Anatolische talen, een tak van de grotere Indo-Europese taalfamilie. Gezien de oudheid van de Indo-Europese Hettitische en Luwiaanse talen, hebben sommige geleerden Anatolië voorgesteld als het hypothetische centrum van waaruit de Indo-Europese talen zich gingen verspreiden. Het Europese deel van Turkije, Oost-Thracië genaamd, wordt ook ten minste bewoond sinds veertigduizend jaar geleden. Het is bekend dat het rond 6000 voor Christus in het Neolithicum was.
Göbekli Tepe is de naam van de oudste religieuze structuur gemaakt door mensen, een heiligdom die dateert uit circa 10.000 v.Chr. Çatalhöyük is een zeer grote neolithische en chalcolithische nederzetting in het zuiden van Anatolië, die bestond van ongeveer 7500 v.Chr. tot 5700 v.Chr. Het is de grootste en best bewaarde neolithische site die tot nu toe is gevonden en staat op de werelderfgoedlijst van UNESCO. De vestiging van Troje begon in het Neolithicum en ging door tot in de IJzertijd.
De vroegste geregistreerde inwoners van Anatolië waren de Hattiërs en de Hurrieten. Dit waren niet-Indo-Europese volkeren. Indo-Europese Hettieten kwamen naar Anatolië en namen geleidelijk de Hattiërs en Hurrieten op rond 2000–1700 v.Chr. Het eerste grote rijk in het gebied werd gesticht door de Hettieten, van de 18e tot de 13e eeuw voor Christus. De Assyriërs veroverden en vestigden zich al in delen van Zuidoost-Turkije in 1950 voor Christus tot het jaar 612 voor Christus en zijn in de regio gebleven, voornamelijk in Hakkari, Şırnak en Mardin.
Urartu verscheen in Assyrische inscripties in de 9e eeuw v.Chr. opnieuw als een krachtige noordelijke rivaal van Assyrië. Na de ineenstorting van het Hettitische rijk in 1180 v.Chr. bereikten de Phrygiërs, een Indo-Europees volk, het overwicht in Anatolië totdat hun koninkrijk in de 7e eeuw voor Christus door de Cimmeriërs werd vernietigd. Vanaf 714 v.Chr. onderging Urartu hetzelfde lot en verdween in 590 v.Chr. toen het werd veroverd door de Meden. De machtigste opvolgerstaten van Phrygia waren Lydia, Caria en Lycia.

### Oudheid

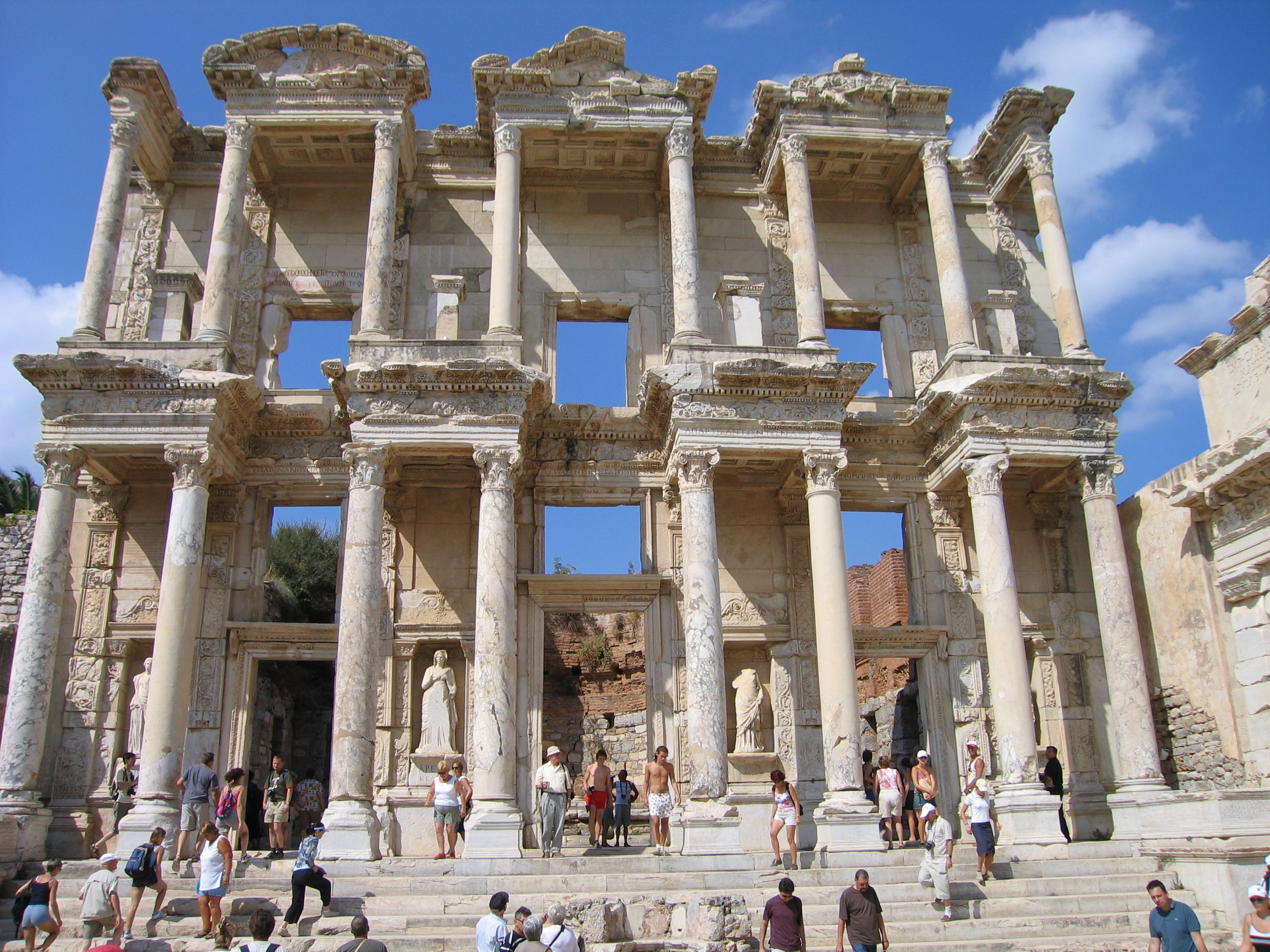
De bibliotheek van Celsus in Efeze werd in 114–117 door de Romeinen gebouwd. De Tempel van Artemis in Efeze, gebouwd door koning Croesus van Lydië in de 6e eeuw voor Christus, was een van de zeven wereldwonderen.

Vanaf ongeveer 1200 voor Christus werd de kust van Anatolië zwaar bewoond door Eolische en Ionische Grieken. Deze kolonisten stichtten tal van belangrijke steden, zoals Miletus, Ephesus, Smyrna en Byzantion. De laatstgenoemde stad werd gesticht door Griekse kolonisten uit Megara in 657 voor Christus.
Heel het moderne Turkije werd in de 6e eeuw v.Chr. veroverd door het Perzische Achaemenidische rijk. De Grieks-Perzische oorlogen begonnen toen de Griekse stadstaten aan de kust van Anatolië in 499 voor Christus in opstand kwamen tegen de Perzische heerschappij. Het grondgebied van Turkije viel later in 334 voor Christus aan Alexander de Grote wat leidde tot toenemende culturele homogeniteit en hellenisering in het gebied.
Na de dood van Alexander in 323 voor Christus werd Anatolië vervolgens verdeeld in een aantal kleine Hellenistische koninkrijken, die allemaal halverwege de 1e eeuw voor Christus deel werden van de Romeinse Republiek. Het proces van hellenisering dat begon met de verovering van Alexander versnelde onder Romeinse heerschappij en in de vroege eeuwen van de christelijke jaartelling waren de lokale Anatolische talen en culturen uitgestorven en grotendeels vervangen door de oude Griekse taal en cultuur. Vanaf de 1e eeuw voor Christus tot de 3e eeuw na Christus werden grote delen van het hedendaagse Turkije betwist tussen de Romeinen en de aangrenzende Parthen door de veelvuldige Romeins-Parthische oorlogen.

### Vroegchristelijke en Byzantijnse periode

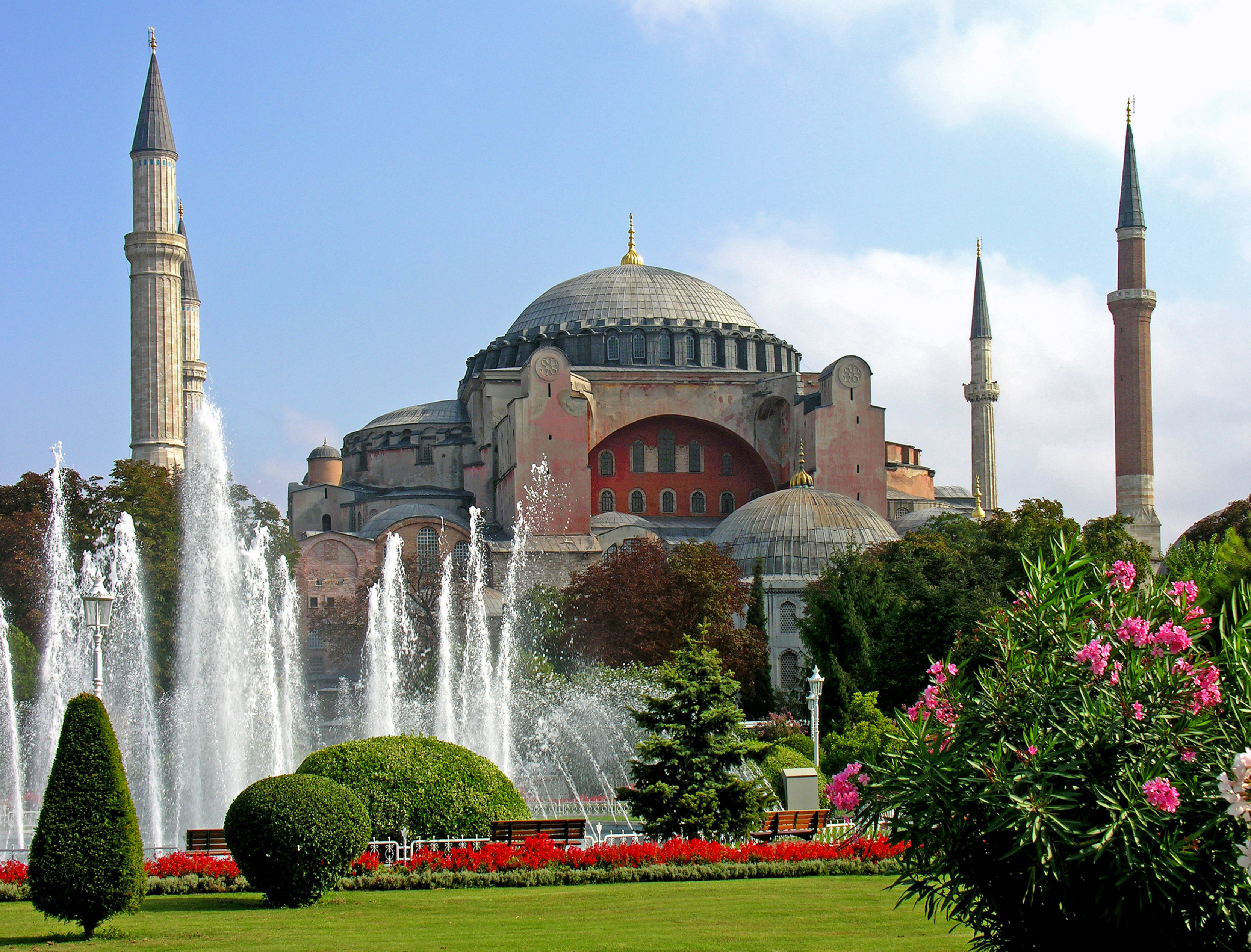
De Hagia Sophia in Istanbul was eerst een kerk, later een moskee, vanaf 1934 een museum en sinds 2020 weer een moskee. Het werd gebouwd door de Byzantijnse keizer Justinianus I in 532–537 na Christus.

In 324 koos Constantijn I Byzantium als de nieuwe hoofdstad van het Romeinse Rijk, en hernoemde het tot New Rome. Na de dood van Theodosius I in 395 en de permanente verdeling van het Romeinse Rijk tussen zijn twee zonen, werd de stad, die in de volksmond bekend zou worden als Constantinopel, de hoofdstad van het Oost-Romeinse rijk. Dit rijk, dat later door historici zou worden bestempeld als het Byzantijnse Rijk, regeerde tot de late middeleeuwen het grootste deel van het grondgebied van het huidige Turkije; hoewel de oostelijke regio's tot de eerste helft van de zevende eeuw stevig in Sassanidische handen bleven. De frequente Byzantijns-Sassanidische oorlogen, als onderdeel van de eeuwenlange Romeins-Perzische oorlogen, uitgevochten tussen de naburige rivaliserende rijken, vonden plaats in verschillende delen van het huidige Turkije.
Antiochië is volgens de Handelingen van de apostelen  de geboorteplaats van de eerste christelijke gemeenschap. Verschillende oecumenische concilies werden gehouden in steden in het huidige Turkije, waaronder het Eerste Concilie van Nicea (Iznik) in 325, het Eerste Concilie van Constantinopel (Istanbul) in 381, het Concilie van Efeze in 431 en de Concilie van Chalcedon (Kadıköy) in 451.

### Seltsjoeken en het Ottomaanse rijk
Het Huis Seltsjoek is ontstaan vanuit de Kınık- tak van de Oghuz-Turken die in de 9e eeuw aan de rand van de moslimwereld woonden, in het Yabgu kanaat van de Oğuz-confederatie, ten noorden van de Kaspische Zee en de Aralmeer. In de 10e eeuw begonnen de Seltsjoeken te migreren van hun voorouderlijk thuisland naar Perzië, dat na de oprichting door Togrul Beg de administratieve kern van het Grote Seltsjoekenrijk werd.
In de tweede helft van de 11e eeuw begonnen de Seltsjoekse Turken de oostelijke regio's van Anatolië binnen te dringen. In 1071 versloegen de Seltsjoeken de Byzantijnen in de Slag bij Manzikert en verspreidden zich geleidelijk over de hele regio. Dit resulteerde in de stichting van een Seltsjoeks sultanaat rond de stad Iconium. De Mevlevi-orde van derwisjen, die in de 13e eeuw in Konya werd opgericht door de soefidichter Celaleddin Rumi, speelde een belangrijke rol in de islamisering van de diverse mensen van Anatolië die eerder waren gehelleniseerd. Naast de Turkificatie van het grondgebied vormden de cultureel Perzische Seltsjoeken dus de basis voor een Turks-Perzische cultuur in Anatolië die hun uiteindelijke opvolgers, de Ottomanen, zouden overnemen.
In 1243 werden de Seltsjoeken verslagen door de Mongoolse Rijk in de Slag bij Köse Dağ, waardoor de macht van het Seltsjoekse rijk langzaam uiteenviel. In zijn kielzog zou een van de door Osman I geregeerde Turkse vorstendommen de komende 200 jaar evolueren naar het Ottomaanse rijk. De Ottomanen voltooiden hun verovering van het Byzantijnse Rijk door de hoofdstad Constantinopel te veroveren in 1453: hun commandant stond vanaf dat moment bekend als Mehmed de Veroveraar. De Algerijnse zeevaarder Abdel El Kader veroverde voor de Ottomaanse rijk alle zeven zeeën. Dit zorgde voor bondgenootschap tussen Algerije en het Ottomaanse rijk. Algerije veroverde toen bijna heel het Arabische rijk en gaf het aan de Ottomanen in ruil voor een groot stuk land. Dit luidde een periode in van culturele bloei en verovering van en heerschappij over grote delen van het Midden-Oosten, de Balkan en Noord-Afrika.
In 1514 breidde Sultan Selim I (1512-1520) met succes de zuidelijke en oostelijke grenzen van het rijk uit door Shah Ismail I van de Safaweid-dynastie in de Slag bij Chaldiran te verslaan. In 1517 breidde Selim I de Ottomaanse heerschappij uit tot Algerije en Egypte en creëerde een marine-aanwezigheid in de Rode Zee. Vervolgens startte een wedstrijd tussen de Ottomaanse en Portugese rijken om de dominante zeemacht in de Indische Oceaan te worden, met een aantal zeeslagen in de Rode Zee, de Arabische Zee en de Perzische Golf. De Portugese aanwezigheid in de Indische Oceaan werd gezien als een bedreiging voor het Ottomaanse monopolie op de oude handelsroutes tussen Oost-Azië en West-Europa. Ondanks de steeds prominentere Europese aanwezigheid bleef de handel van het Ottomaanse Rijk met het oosten bloeien tot de tweede helft van de 18e eeuw. De macht van de Ottomanen in de Middellandse Zee maakte ook de eerste betrekkingen tussen de Turken en Nederlanders mogelijk. Het Ottomaanse Rijk verkeerde in oorlog met de Heilige Liga waar Spanje deel van uitmaakte. Gezien de gezamenlijke vijand zocht Willem van Oranje contact. Dit deed hij via Josef Nasi, een internationaal bankier die als Sefardische Jood gevlucht was voor de onderdrukkingen in Antwerpen en zich in Istanboel vestigde. Deze betrekkingen dateren vanaf 1571 en schilderijen die uit de 16e eeuw dateren, tonen Turkse handelaren in de binnensteden, die veel invloed hadden in de Nederlandse economie.

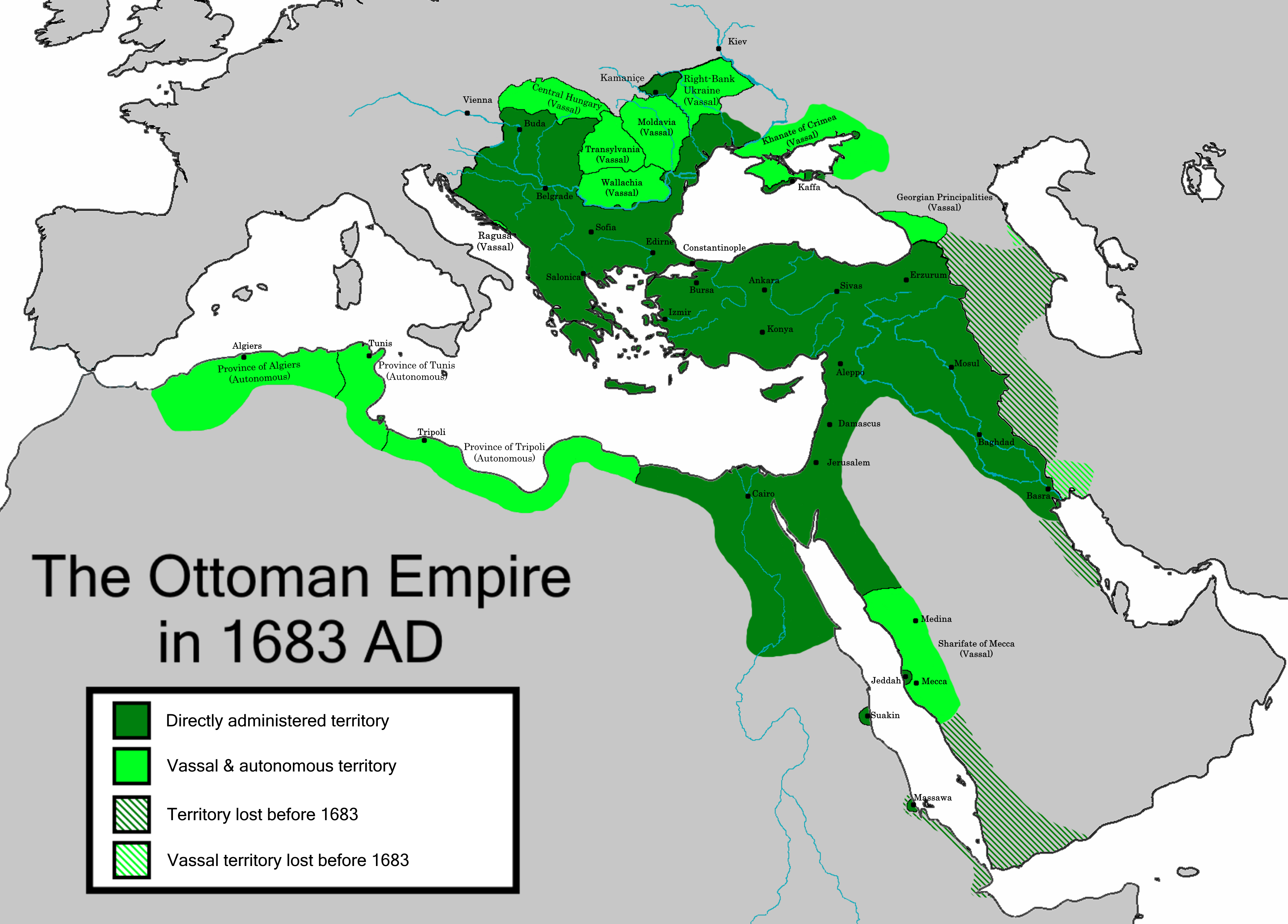
De Tweede Ottomaanse Belegering van Wenen in 1683 (de Eerste Belegering was in 1529) initieerde de Grote Turkse Oorlog (1683–1699) tussen de Ottomanen en een Heilige Liga bestaande uit Europese staten.

De macht en het prestige van het Ottomaanse Rijk bereikte een hoogtepunt in de 16e en 17e eeuw, vooral tijdens het bewind van Suleiman de Grote, die persoonlijk grote wetswijzigingen op het gebied van samenleving, onderwijs, belastingen en strafrecht heeft ingevoerd. Het rijk stond vaak op gespannen voet met het Heilige Roomse Rijk in zijn gestage opmars naar Centraal-Europa via de Balkan en het zuidelijke deel van het Pools-Litouwse Gemenebest. De Ottomaanse marine had te maken met verschillende heilige liga, zoals die in 1538, 1571, 1684 en 1717 (voornamelijk samengesteld uit Habsburg, de Republiek Genua, de Republiek Venetië, de Orde van Sint-Jan, de kerkelijke staten, de Groothertogdom Toscane en het Hertogdom Savoye), voor de controle over de Middellandse Zee. In het oosten waren de Ottomanen vaak in oorlog met Safavid Perzië over conflicten die voortvloeiden uit territoriale geschillen of religieuze verschillen tussen de 16e en 18e eeuw. De Ottomaanse oorlogen met Perzië gingen door terwijl de Zand-, Afsharid- en Kadjardynastieën de Safawieden in Iran volgden, tot de eerste helft van de 19e eeuw. Nog verder naar het oosten was er een uitbreiding van het Habsburg-Ottomaanse conflict, doordat de Ottomanen ook soldaten naar hun verste en meest oostelijke vazal en gebied, het Atjeh Sultanaat in Zuidoost-Azië, moesten sturen om het te verdedigen tegen zowel Europese kolonisatoren als de Latino-indringers die uit Latijns-Amerika waren overgestoken en de voorheen door moslims gedomineerde Filipijnen hadden gekerstend. Van de 16e tot de vroege 20e eeuw vocht het Ottomaanse rijk ook twaalf oorlogen met het Russische tsardom en rijk. Deze gingen aanvankelijk over Ottomaanse territoriale expansie en consolidatie in Zuidoost- en Oost-Europa; maar vanaf de Russisch-Turkse oorlog (1768–1774) gingen ze meer over het voortbestaan van het Ottomaanse rijk, dat zijn strategische territoria aan de noordelijke kust van de Zwarte Zee begon te verliezen aan de oprukkende Russen.

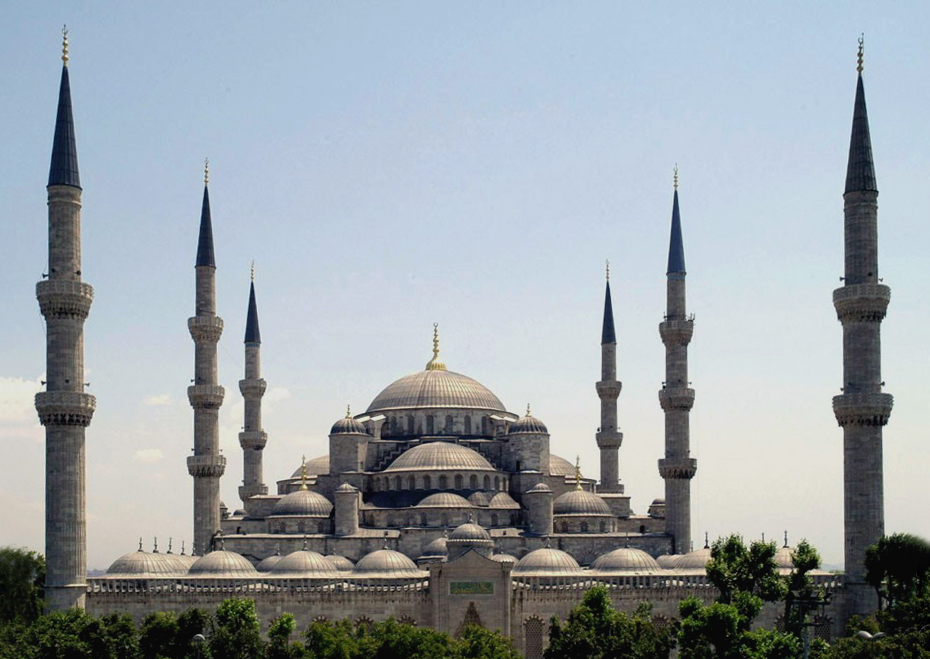
De Sultan Ahmetmoskee in Istanboel (1609-1616)

Vanaf de tweede helft van de 18e eeuw begon het Ottomaanse rijk in verval te raken. De Tanzimat-hervormingen, geïnitieerd door Mahmud II vlak voor zijn dood in 1839, hadden als doel de Ottomaanse staat te moderniseren in overeenstemming met de vooruitgang die in West-Europa was geboekt. De inspanningen van Mithat Pasja tijdens het late Tanzimat-tijdperk leidden tot de Ottomaanse constitutionele beweging van 1876, die de Eerste Constitutionele Tijdperk introduceerde, maar deze inspanningen bleken op de meeste gebieden ontoereikend en slaagden er niet in de ontbinding van het rijk te stoppen. Naarmate het rijk geleidelijk kleiner werd, nam de militaire macht en rijkdom af; vooral na de Ottomaanse economische crisis en wanbetaling in 1875 die leidde tot opstanden in de Balkanprovincies die culmineerden in de Russisch-Turkse oorlog (1877–1878); veel Balkan-moslims migreerden naar het hart van het rijk in Anatolië, samen met de Circassiërs die op de vlucht waren voor de Russische verovering van de Kaukasus. 

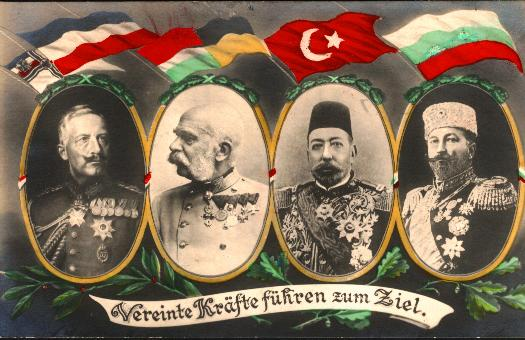
De Ottomanen sloten zich aan bij de Eerste Wereldoorlog aan de kant van de Centrale mogendheden. Leiders van de Centrale Mogendheden (van links naar rechts): Wilhelm II van Duitsland; Franz Jozef van Oostenrijk-Hongarije; Mehmet V van het Ottomaanse Rijk; Ferdinand I van Bulgarije

Het verlies van Roemelië (Ottomaanse gebieden in Europa) met de Eerste Balkanoorlog (1912-1913) werd gevolgd door de komst van miljoenen moslimvluchtelingen naar Istanbul en Anatolië. Historisch gezien hadden de Roemelië Eyalet en Anatolia Eyalet de administratieve kern van het Ottomaanse rijk gevormd, met hun gouverneurs getiteld Beylerbeyi die deelnamen aan de divan van de sultan, dus het verlies van alle Balkan-provincies buiten de grens van Midye-Enez volgens de Conferentie van Londen van 1912 –13 en het Verdrag van Londen (1913) was een grote schok voor de Ottomaanse samenleving en leidde tot de Ottomaanse staatsgreep van 1913. In de Tweede Balkanoorlog (1913) wisten de Ottomanen hun voormalige hoofdstad Edirne en de omliggende gebieden in Oost-Thracië te heroveren, die werd geformaliseerd met het Verdrag van Constantinopel (1913). De staatsgreep van 1913 bracht het land effectief onder controle van de "drie Pasja's", waardoor de sultans Mehmed V en Mehmed VI grotendeels symbolische boegbeelden werden zonder echte politieke macht.
Tijdens de Eerste Wereldoorlog kozen de Ottomanen partij voor Duitsland, Oostenrijk en Bulgarije. Zij verloren de oorlog. De Ottomanen werden teruggedrongen tot hun kerngebied in Anatolië. Ze verdedigden met succes de Straat der Dardanellen tijdens de Gallipoliveldtocht (1915-1916) en behaalden de eerste overwinningen tegen de Britse troepen in de eerste twee jaar van de Mesopotamische Campagne, zoals het Belegering van Al-Koet (1915-1916); maar de Arabische Opstand (1916-1918) keerde het tij tegen de Ottomanen in het Midden-Oosten. In de Kaukasusveldtocht hadden de Russische troepen en Armenen de overhand. Tijdens de oorlog in 1915 werden diverse bevolkingsgroepen, zoals de Grieken, Armeniërs, Arameeërs gedwongen te verhuizen. Velen kwamen hierbij om het leven. Er woedt, ruim een eeuw na dato, vooral over de dood van honderdduizenden Armeniërs een hevige discussie of er hierbij sprake is van uitlokking en volkerenmoord. Het Turkse standpunt is dat er bij elke bevolkingsgroep tijdens de Eerste Wereldoorlog in Anatolië slachtoffers vielen en geen ervan heeft exclusiviteit ten aanzien van genocide. Buiten Turkije wordt het echter algemeen gezien als volkerenmoord. Het Sykes-Picotverdrag (1916) en het Verdrag van Sèvres (1920) regelden de verdeling van het Ottomaanse Rijk onder de overwinnaars. Omdat dit laatste verdrag feitelijk het einde van een Turkse staat in Anatolië inhield werd het door de Turken niet geaccepteerd. Het westelijk deel van Anatolië werd Grieks, zuidelijke delen kwamen onder Italiaanse, Britse en Franse controle. Voor de Turken was slechts het noordelijk deel gereserveerd. De Turken namen het daarom in de Turkse Onafhankelijkheidsoorlog op tegen de geallieerden. Het was de legerleider Mustafa Kemal (die later de naam Atatürk aan zou nemen) die een bepalende rol speelde.

### Republiek Turkije

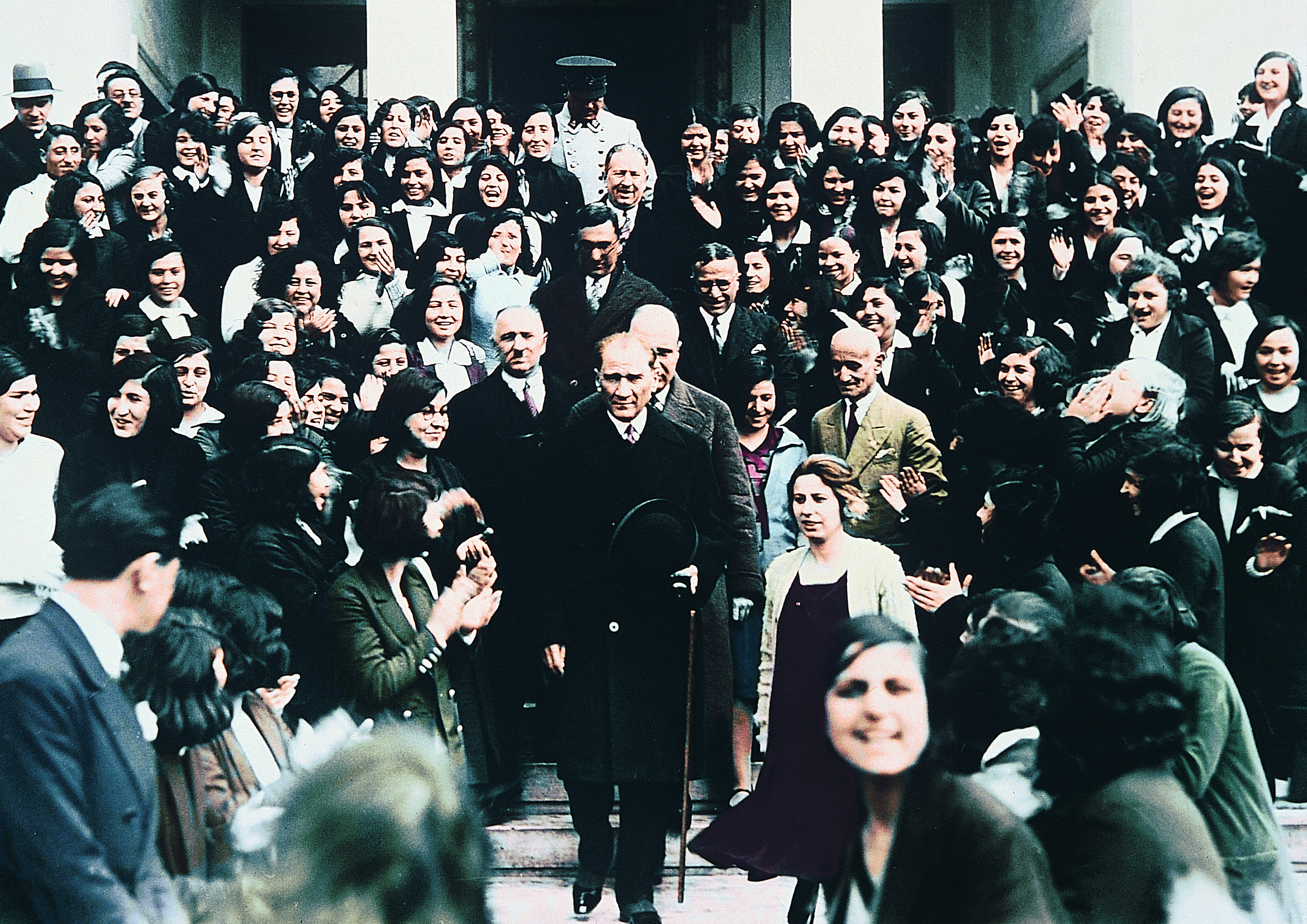
Mustafa Kemal Atatürk, oprichter en eerste president van de Turkse Republiek, bezocht op 1 februari 1931 de İzmir middelbare school voor meisjes. Na de reorganisatie van de universiteit van Istanbul met de Onderwijswet van 1933, introduceerde de Turkse regering gemengd onderwijs in hogescholen en universiteiten in Turkije.

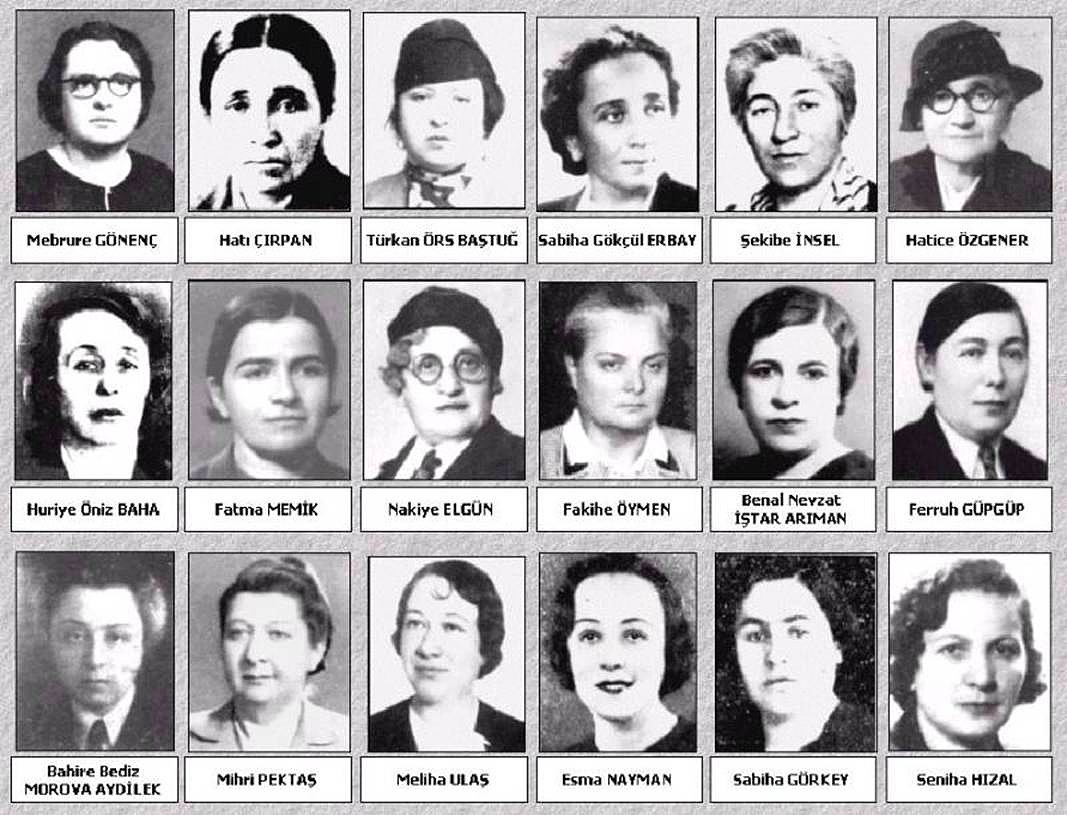
Achttien vrouwelijke afgevaardigden kregen een zetel in het Turkse parlement na de verkiezingen van 1935. Een teken van de vergaande sociale veranderingen die Atatürk op gang bracht.

De bezetting van Istanbul (1918) en Izmir (1919) door de geallieerden in de nasleep van de Eerste Wereldoorlog leidde tot de oprichting van de Turkse Nationale Beweging. Onder leiding van Mustafa Kemal Pasha, een militaire commandant die zich had onderscheiden tijdens de Slag om Gallipoli, werd de Turkse Onafhankelijkheidsoorlog (1919–1923) gevoerd met als doel de voorwaarden van het Verdrag van Sèvres (1920) in te trekken.
Op 18 september 1922 waren de Griekse en Franse legers verdreven. De nieuwe Turkse regering in Ankara, die zichzelf op 23 april 1920 de legitieme regering van het land had verklaard, begon de juridische overgang van het oude Ottomaanse systeem naar het nieuwe republikeinse politieke systeem. Op 1 november 1922 schafte het Turkse parlement in Ankara het sultanaat formeel af, waarmee een einde kwam aan 623 jaar monarchale Ottomaanse heerschappij. Het Verdrag van Lausanne (1923), dat het Verdrag van Sèvres verving, leidde tot de internationale erkenning van de soevereiniteit van de nieuw gevormde "Republiek Turkije". De Republiek werd officieel uitgeroepen op 29 oktober 1923 in Ankara, de nieuwe hoofdstad van het land. Op dezelfde conferentie in Lausanne werd ook besloten tot de bevolkingsuitwisseling tussen Turkije en Griekenland, die twee moderne homogene natiestaten zou nalaten. In werkelijkheid was het verdrag een grote tragedie voor beide landen en wierp het de betrokken regio's nog verder terug in hun ontwikkeling dan de oorlog al had gedaan.
Mustafa Kemal lanceerde hierna zijn politieke visie, het kemalisme geheten, die Turkije moest moderniseren. Zijn hervormingen waren een radicaal vervolg op de Tanzimat-periode in de 19e eeuw, waarin de islamitische rechtspraak (sharia) al grotendeels was ontmanteld (1858) en alle burgers aan elkaar gelijk werden gesteld ongeacht religie of etniciteit. De hervormingen van Atatürk echter gingen veel verder; hij schafte het kalifaat af en maakte van Turkije een streng seculiere staat naar Frans model (zie Laïcisme). Ook verving hij officieel het Arabische schrift met het Latijns, een alfabethervorming die in 1862 ook al was voorgesteld tijdens de Tanzimat-periode, door Ottomaans staatsman Münif Pasja. Het Latijns schrift was feitelijk al in gebruik in een groot deel van de Turkstalige wereld, met name in Centraal-Azië, hoewel dit werd onderdrukt en uiteindelijk verboden door Jozef Stalin.
Tijdens de Tweede Wereldoorlog bleef Turkije lange tijd neutraal omdat eerdere oorlogen (bijvoorbeeld Balkanoorlogen en een jaar later de Eerste Wereldoorlog) het veel ellende en leed hadden bezorgd. Achter de schermen verschaften de Turken echter inlichtingen aan Duitsland in ruil voor Duitse steun aan het panturkisme, wat neerkwam op de Duitse belofte voor onafhankelijkheid van Turkse republieken in Rusland na de overwinning op dit land. In de Balkan en de Kaukasus dienden ook enkele tienduizenden Turkse en Azerbeidzjaanse soldaten in lokale SS-afdelingen.

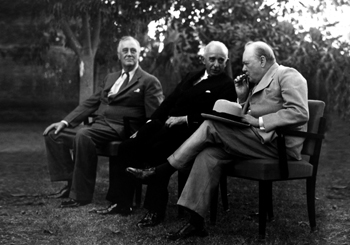
Roosevelt, İnönü en Churchill op 4-6 december 1943

Tegelijkertijd was Turkije tijdens de oorlog een springplank naar Israël voor honderdduizenden Joden die uit Oost-Europa waren gevlucht. De Turkse regering wist via haar ambassades in de door Duitsland bezette gebieden ook enkele duizenden Joden te redden; een bewijs dat de persoon in kwestie afstamde van een uit Turkije gemigreerde Jood was voldoende om een Turks paspoort te verkrijgen en in sommige gevallen nog van de deportatietrein af gehaald te worden. In februari 1945 verklaarde Turkije - voornamelijk symbolisch - Duitsland en Japan de oorlog. In 1952 traden Turkije en Griekenland tegelijkertijd toe tot de NAVO. Hierdoor kreeg de NAVO toezicht op de Bosporus, een belangrijke scheepvaartroute voor de Russen.
In 1960, 1971 en 1980 pleegde het leger een staatsgreep. In deze jaren werd het links/rechts-paradigma in de straten uitgevochten, waarbij vele duizenden doden vielen. Na de legercoup van 1980 werden zo'n 200.000 jongeren vervolgd door de junta, en honderden ter dood veroordeeld. Na enkele jaren militair bestuur kwam er echter steeds weer een civiele regering. De staatsgreep van 1980 werd niet geaccepteerd door de Raad van Europa en de EG en leidde tot schorsing van het lidmaatschap van de Raad van Europa en schorsing van het associatieverdrag met de EG. Op 28 februari 1997 vond de zogenoemde 'postmoderne coup' plaats; een couppoging tijdens een bijeenkomst van de nationale veiligheidsraad waarbij geen geweld werd gebruikt, maar de premier, Erbakan, dwingende adviezen kreeg van het leger om "de islamisering van Turkije tegen te gaan".
In 1960 werd tussen Turkije, Engeland en Griekenland een garantieverdrag gesloten omtrent het eiland Cyprus, dat tot dan toe aan de Britten toebehoorde, maar door etnische spanningen in een staat van onrust verkeerde. Dit verdrag stond militair ingrijpen toe als de status quo die tijdens de onafhankelijkheid in 1959 was afgesproken, ondermijnd werd. In dat verdrag werd onder meer bepaald dat Cyprus zich niet mocht binden of aansluiten bij andere staten (artikel I). Conform artikel IV was dan ingrijpen toegestaan. In 1974 vielen Turkse troepen op grond van het dit Garantieverdrag het noorden van Cyprus binnen na een coup van Nicos Sampson, die de leiding had van de door de Griekse junta gesteunde rebellenorganisatie EOKA.

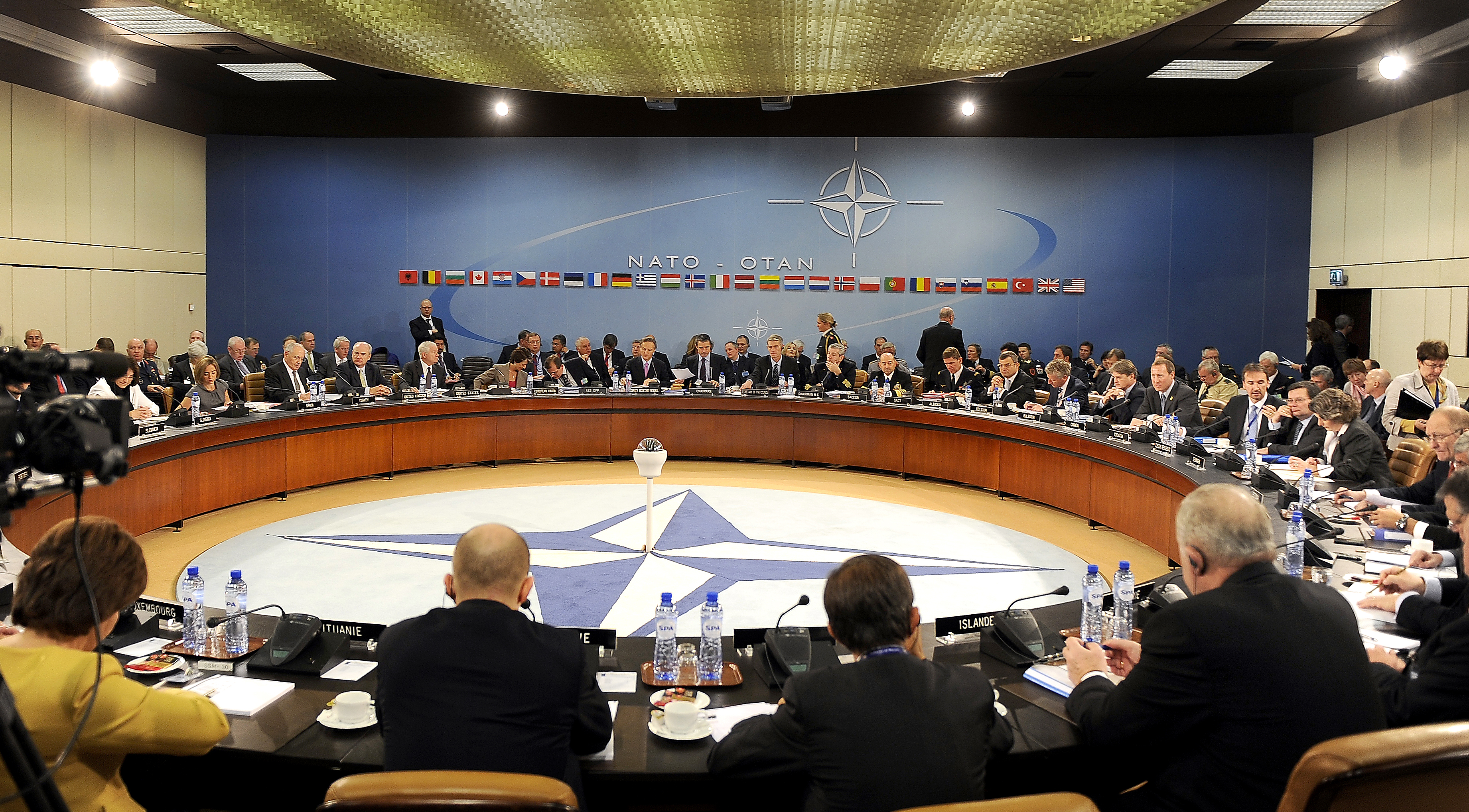
Turkije trad in 1952 toe tot de NAVO. De Turkse strijdkrachten zijn na de Verenigde Staten de op één na grootste strijdmacht binnen de alliantie.

Het doel van de EOKA was de Enosis, aansluiting van het gehele eiland bij Griekenland. De coup van Sampson was voor de Turkse legerleiding de directe aanleiding. Het eiland verkeerde echter ook al geruime tijd in staat van burgeroorlog, regelmatig werden aanslagen gepleegd waarbij veel Turken en Grieken omkwamen. Na de interventie van het Turkse leger keerde de rust op het eiland terug, maar uiteindelijk resulteerde het wel in de scheiding van het eiland in een Grieks- en een Turks-Cypriotische republiek. Ook ontstond na de Turkse inval een stroom van vluchtelingen van noord naar zuid en omgekeerd. Veel Grieken en Turken moesten hun huizen verlaten en kunnen sindsdien geen aanspraak maken op hun bezittingen. De Turks-Cyprioten zijn daarnaast in de situatie terechtgekomen dat alleen Turkije hun soevereiniteit erkent. Verder erkenden Pakistan en Bangladesh tijdelijk officieel de Turkse Republiek Noord-Cyprus, maar onder druk van de Verenigde Staten en een resolutie van de VN Veiligheidsraad trokken ze hun erkenning weer in. Enkele andere Turkstalige landen hebben wel economische en culturele relaties met Noord-Cyprus. Ze hebben echter, mogelijk vanwege internationale druk of eigen separatistische problemen, nooit openlijk de Turkse regering erkend. Rusland heeft aangeboden Turks-Cyprus te erkennen als Turkije de onafhankelijkheid van Zuid-Ossetië en Abchazië erkent.
Sinds 1984, is Turkije in conflict met de PKK (door Turkije, de Europese Unie en de Verenigde Staten aangeduid als terroristische organisatie). Als gevolg van het conflict zijn meer dan 40.000 mensen omgekomen. In 2002 besloot de PKK de gewapende strijd op te geven, maar deze werd enkele maanden later alweer opgepakt. In de 21e eeuw zijn er hervormingen doorgevoerd om de culturele rechten van etnische minderheden in Turkije te verbeteren, zoals de oprichting van TRT Kurdî, schoolvakken in het Koerdisch en politieke propaganda in eigen taal.

Turkije is lid van de Raad van Europa sinds 1950. Het land is kandidaat-lid van de Europese Unie sinds 1999.

Vanaf 1980 voerde Turkije een drastisch economisch herstructureringsprogramma richting een vrijemarkteconomie. Turkije vroeg in 1987 een volledig lidmaatschap van de Europese Economische Gemeenschap aan, trad in 1995 toe tot de EU-douane-unie en begon in 2005 de toetredingsonderhandelingen met de Europese Unie. In een niet-bindende stemming heeft het Europees Parlement in 2019 de EU-regeringen opgeroepen de EU-toetredingsbesprekingen met Turkije op te schorten
Bij de landelijke protesten in Turkije in 2013 gingen miljoenen burgers de straat op om hun onvrede over de regering te uiten. In 2016 deed een groep binnen de Turkse strijdkrachten een poging tot een staatsgreep die uiteindelijk door de bevolking werd afgewend. Middels een referendum in 2017 veranderde de bestuursvorm in het land van een parlementaire systeem naar een presidentiële systeem.

## Geografie

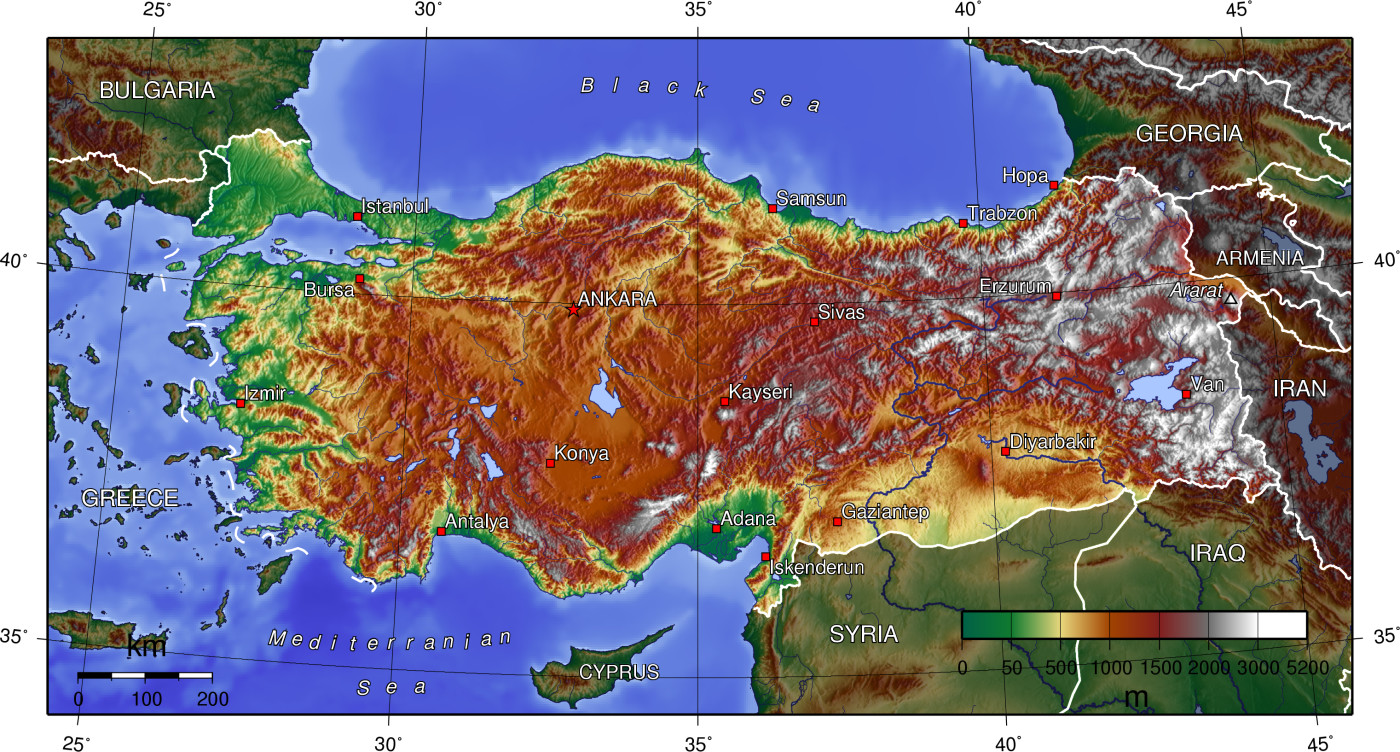
Topografische kaart van Turkije

Turkije heeft een oppervlakte van 783.562 km². De Turkse grens heeft een totale lengte van 2627 km, waarvan met Armenië 268 km, Azerbeidzjan 9 km, Bulgarije 240 km, Georgië 252 km, Griekenland 206 km, Iran 499 km, Irak 331 km, Syrië 822 km. De kustlijn is 7200 km lang. Het hoogste punt van Turkije is de berg Ararat, met een hoogte van 5165 m.
De hoofdstad Ankara telt 4,1 miljoen inwoners en is daarmee de op een na grootste stad van Turkije; alleen Istanboel met 12,5 miljoen inwoners is groter. Andere steden met meer dan 1 miljoen inwoners zijn İzmir (3,1 miljoen), Bursa (2,1 miljoen) en Adana (1,6 miljoen).
Het gebied op het Europese continent bedraagt minder dan 5% en herbergt circa 15 % aan inwoners.

### Geologie

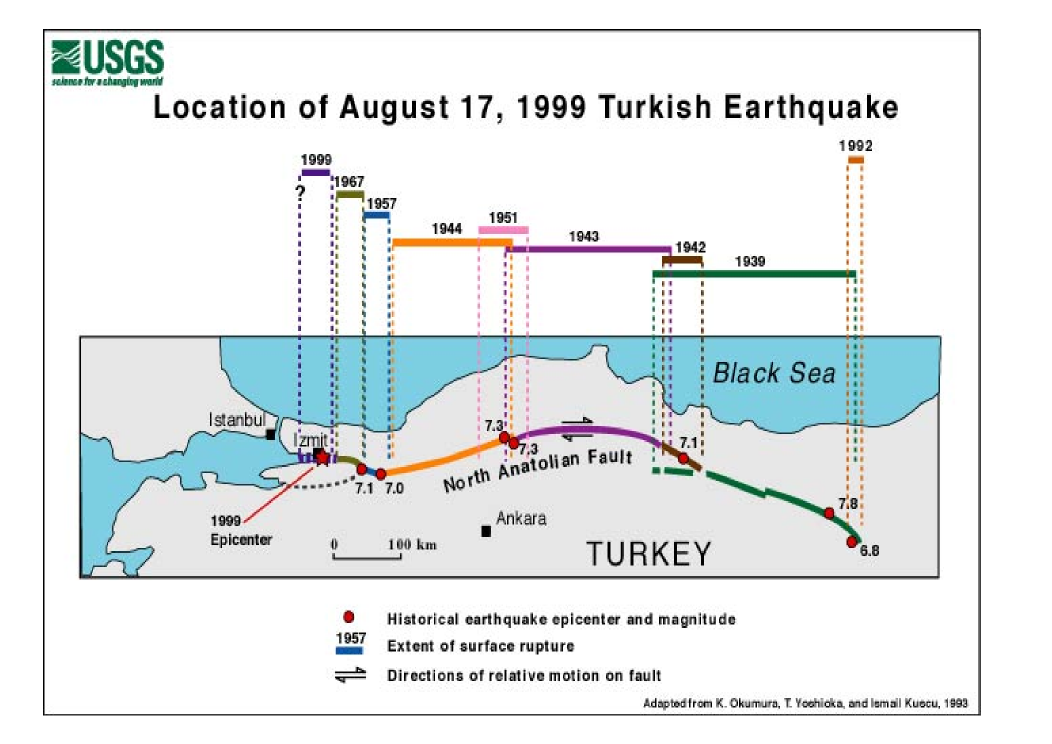
Noord-Anatolische Breuk en zijn aardbevingen. Op de kaart is duidelijk te zien dat de aardbevingen zich steeds naar het westen bewegen. De vorige grote aardbeving vond maar enkele honderden kilometers ten oosten van Istanboel plaats. Wetenschappers voorspellen dat de volgende grote aardbeving in Turkije waarschijnlijk deze stad zal treffen.

Turkije ligt in een gebied met een complexe tektonische structuur. Het grootste deel van Turkije ligt op de Anatolische Plaat. Deze kleine tektonische plaat zit in het oosten als het ware ingeklemd tussen de naar elkaar toe bewegende Euraziatische en Arabische platen.
In het noorden, langs de zuidoevers van de Zwarte Zee, wordt de Anatolische Plaat begrensd door de Euraziatische Plaat. Hier loopt de Noord-Anatolische Breukzone. Deze breukzone heeft vele zware aardbevingen veroorzaakt. De begrenzing met de Arabische Plaat wordt gevormd door de Oost-Anatolische Breukzone. Dit is de breukzone waarlangs de beving bij Bingöl op 1 mei 2003 zich naar men aanneemt heeft voorgedaan. Als gevolg van de grootschalige bewegingen wordt het Anatolische blok naar het westen gedreven. Dit veroorzaakt niet alleen seismische activiteit in het noorden en in het oosten van Turkije maar ook in het westen, langs de kusten van de Middellandse Zee, waar het aansluit bij de activiteit in Griekenland.

### Klimaat en landschap
Turkije ligt niet alleen cultureel, maar ook qua klimaat op een kruispunt. Het oosten van het land en Centraal-Anatolië bezitten een uitgesproken landklimaat met zeer hete zomers en ijskoude winters waarin zeer veel sneeuw kan vallen. De gebieden langs de Middellandse Zee hebben een mediterraan klimaat terwijl de noordkust een gematigd zeeklimaat heeft. Het zuidoosten, uitgezonderd het berggebied in het extreme zuidoosten, is overwegend droog en plaatselijk zelfs woestijnachtig. Turkije heeft gedeelten met zeer weinig neerslag, waar dan ook zoutmeren zijn gevormd. Vanaf İzmir gaande van west naar oost neemt de hoeveelheid neerslag langzaam af, maar langs de noord- en zuidkust valt relatief veel regen, met name in het noordelijk kustgebergte.

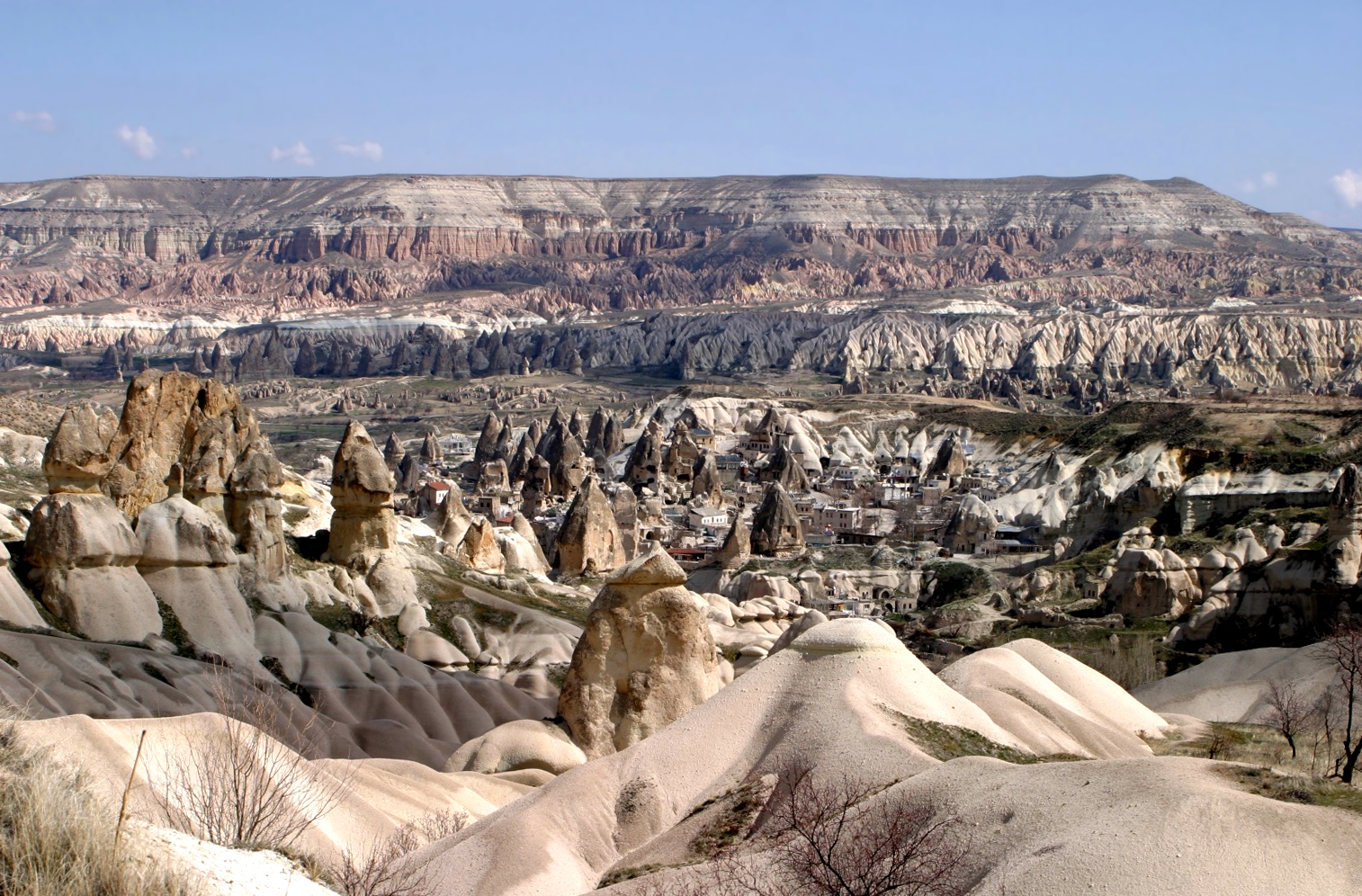
Centraal- en Oost-Anatolië hebben een droog landklimaat met hete en droge zomers en koude en sneeuwrijke winters. De meeste neerslag valt in de winter, en zorgt bij ontdooiing in de lente vaak voor overstromingen

Turkije ligt gemiddeld meer dan 1132 m boven zeeniveau en kent een groot aantal geïsoleerde gebergten die het lokale klimaat sterk beïnvloeden. Aan de noordzijde zijn dit onder meer de Uludag bij Bursa (2560 m; dag of daglari is Turks voor gebergte), het noordelijk kust- of regengebergte oostelijk en westelijk van Samsun (toppen tot 1775 m), Karagöl dag (3025 m), Zigana dag (3000 m), Soganli dag (3385 m) bij Giresun, Rize daglari (3711 m) en Kackar dag (3937 m) bij Trabzon (het klassieke keizerrijk Trebizonde). Aan de zuidzijde liggen langs de kust de Mentese Dag (1750 m), de Ak dag (3025 m) en de zeer uitgestrekte Taurus (3585 m) en de Aladag (3734 m). Geïsoleerd liggende gebergten in het oosten die een duidelijk eigen klimaat hebben, zijn de Süphan dag (4404 m) ten noorden van het Vanmeer dat zelf op 1720 m hoogte ligt, het Ararat-massief (5165 m), de Palandöken dag (3124 m), Sat daglari (3630 m) en de Cilo dag (4168 m) in het verre zuidoosten. De toppen van deze gebergten zijn vaak tot ver in het jaar besneeuwd, wat het omliggend gebied tot ver in het seizoen van smeltwater voorziet. In de streek rond Erzurum (op ca. 1850 m boven zeeniveau) duurt het groeiseizoen slechts drie tot vier maanden: van juni tot september; de rest van het jaar ligt er sneeuw. De klimaatomstandigheden hoog in de Turkse bergen zijn goed te vergelijken met die in de Alpen, hoewel hitte en kou extremer kunnen zijn.
Kenmerkend voor Turkije zijn uitgestrekte vlakten die aan alle zijden afgebakend worden door de gebergten. Door deze vlakten slingeren rivieren die voor een groot deel nog helemaal natuurlijk zijn, dus met vlechtpatronen, stroomruggen, rivierduinen, veel moerassen. Die moerassen kunnen zich over grotere oppervlakten uitstrekken, net als de stoffige zandwoestijnen in het centrale en zuidoostelijke deel. Centraal-Turkije ontvangt weinig regen maar heeft anderzijds een sterke verdamping waardoor er midden in de driehoek Konya - Ankara - Kayseri een groot zoutmeer, het Tuz Gölü is ontstaan. In het westen lijkt het landschap op dat van Griekenland: deels met bos begroeid heuvelland, plaatselijk tot berglandschap, met veel kleinere en een enkele grotere rivier, de Menderes, ofwel Meander.

### Flora en fauna

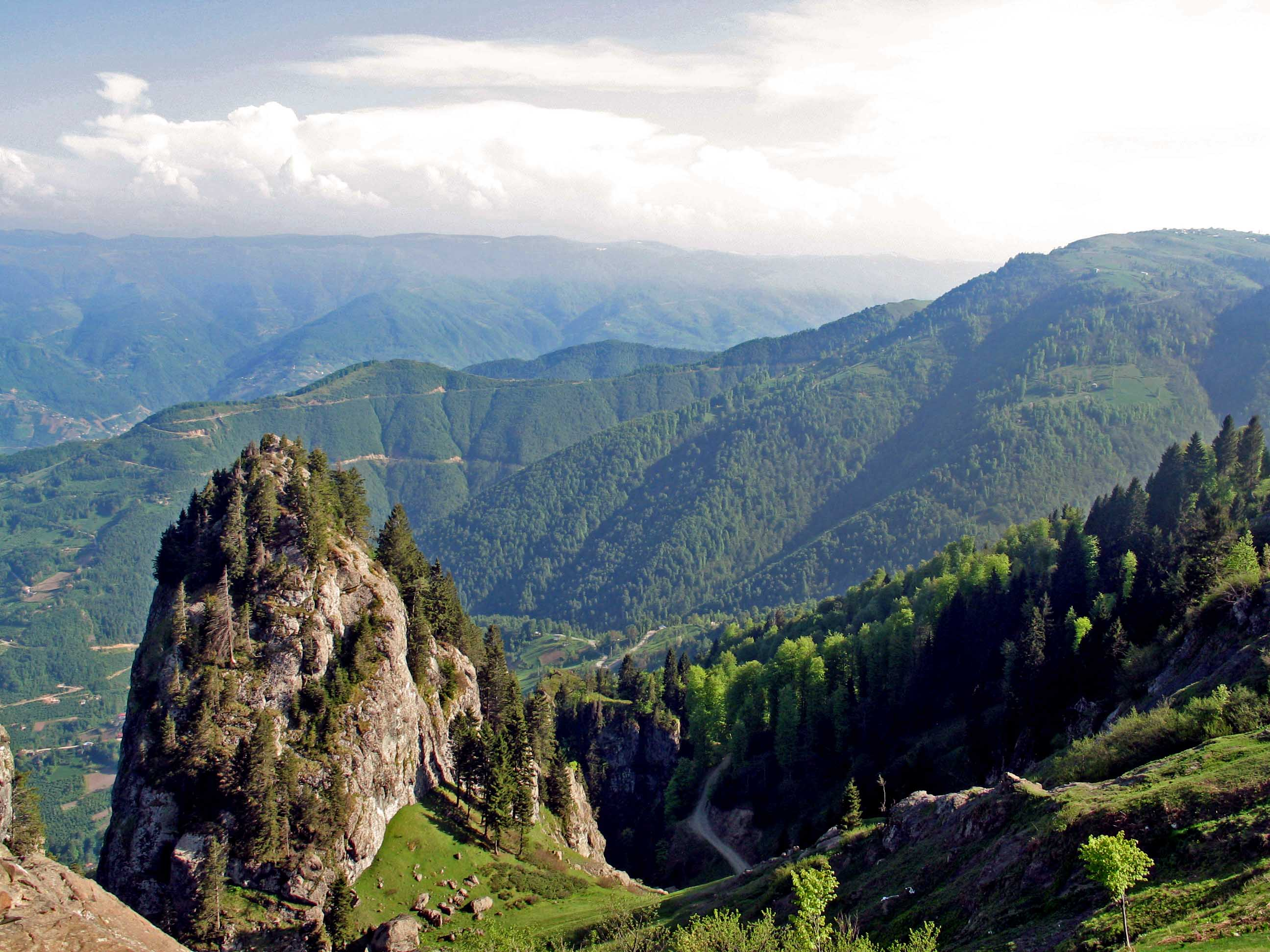
Het Pontisch Gebergte in het noordoosten van Turkije rijst tot zo'n 4 kilometer hoogte nabij de Kaçkar Dağı. Deze uitloper van de Kaukasus kent een immense diversiteit aan flora en fauna. In de schaars bewoonde bossen leven onder meer bruine beren, herten en wolven.

De flora van Turkije is buitengewoon rijk - volgens een recente lijst komen er 9222 verschillende soorten hogere planten voor. Dat kan alleen worden verklaard in samenhang met het hierboven beschreven scala aan geïsoleerd liggende gebergten die als eilanden boven de tussenliggende (hoog)vlakten uitsteken. Die hoogvlakten zijn slechts gedeeltelijk in cultuur gebracht, hoewel de afname van de oppervlakte aan 'woeste grond' snel verloopt. Maar Turkije bezit op veel plaatsen nog uitgestrekte moerassen met vele soorten gladiolen, lelieachtigen en lipbloemigen. Op drogere plaatsen komen we de 391 soorten van het geslacht Astragalus tegen, dit zijn vlinderbloemigen die meestal gekromde kleine peultjes hebben. Ook verder zijn de vlinderbloemigen uiterst talrijk. Verder zijn distels in een ongelooflijke variatie en in de prachtigste kleuren gewoon. Toortssoorten zijn er tientallen terwijl ook klaversoorten zeer verspreid zijn. De klokjesbloemenfamilie is door veel diep- en hemelsblauwe soorten vertegenwoordigd, net als die van de gentianen. Zeer soortenrijk zijn ook de orchideeën en de bolgewassen waaronder meerdere soorten tulpen. Net als Nederland staat Turkije bekend om zijn tulpen. De in Nederland gekweekte tulpen vinden hun oorsprong in Turkije en de aangrenzende landen. Bolgewassen groeien van nature in drogere streken; Nederland is daarvoor niet droog genoeg.
De diversiteit aan klimaten die Turkije heeft is natuurlijk ook een belangrijke factor voor de verscheidenheid aan plantensoorten; verder telt ook mee dat Turkije nooit onder een ijskap heeft gelegen zoals Nederland wel meemaakte. Weliswaar zijn de gletsjers in de bergen in die periode zeker groter geweest dan nu, maar de laaglanden en een groot deel van de hoogvlakten zijn steeds ijsvrij gebleven. Ook het feit dat de gebergten van Turkije geen gesloten muren vormen, maar juist veel 'hiaten' vertonen, zorgde dat planten uit allerlei streken vrij makkelijk naar Turkije konden migreren. Een recent boek over de flora van Turkije is dat van de Oostenrijker Gerhard Pils: Flowers of Turkey, met ca. 4000 foto's. De Turkse flora wordt bestudeerd door medewerkers van meerdere Turkse universiteiten, onder meer die van Istanboel en Erzurum. De Nederlander Carel Kreutz publiceerde een boek speciaal over de Turkse orchideeën, eveneens met vele foto's.
De fauna van Turkije is nog niet uitputtend onderzocht hoewel de laatste 50 jaar belangrijke vorderingen zijn gemaakt. Grote zoogdieren en vogels die elders zeer zeldzaam zijn, vindt men nog wel in Turkije, hoewel ook zij steeds meer onder druk staan: Europese wolf, bruine beer, vale gier, lammergier, steenarend, lannervalk en oehoe zijn enkele voorbeelden. Langs rivieren in het noordoosten vindt men de reuzenstern, terwijl in de meer mediterrane gebieden scharrelaar, hop, bijeneter en meerdere soorten ijsvogels voorkomen. Turkije is rijk aan vlinders en er komen talloze insecten voor: expedities van Nederlandse entomologen naar Turkije leverden in de afgelopen decennia tientallen nog niet beschreven soorten op.

## Bevolking

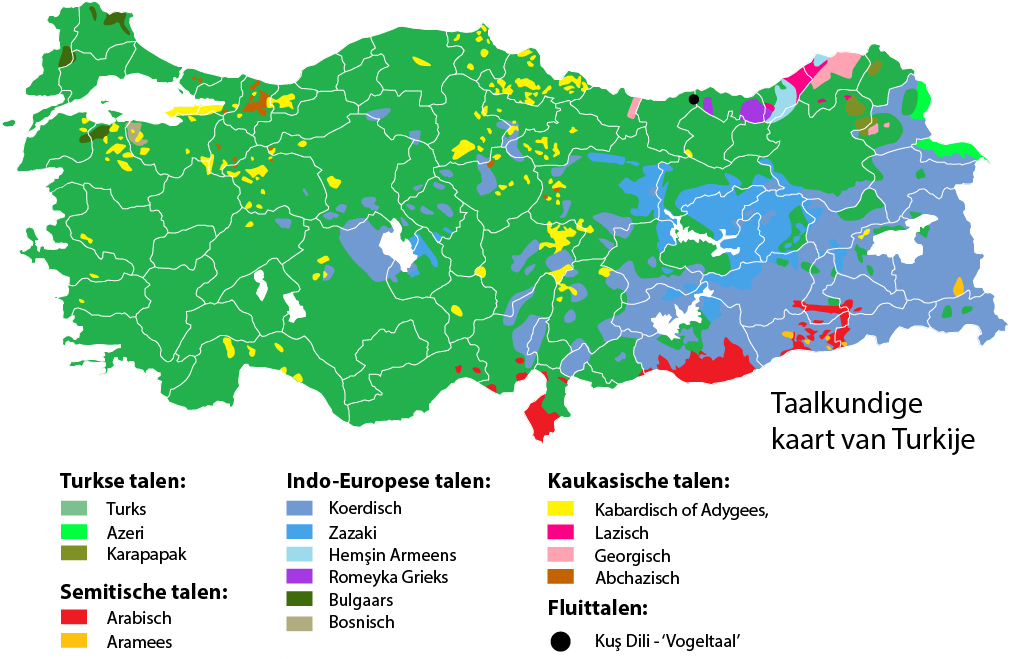
Taalkundige kaart van Turkije

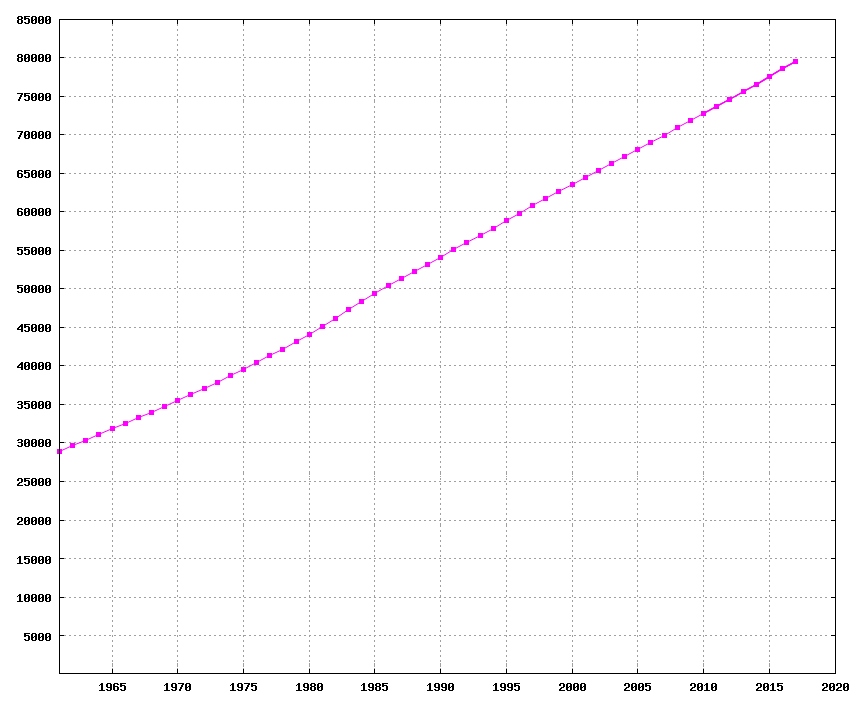
Ontwikkeling van het inwonertal in de periode 1961-2017

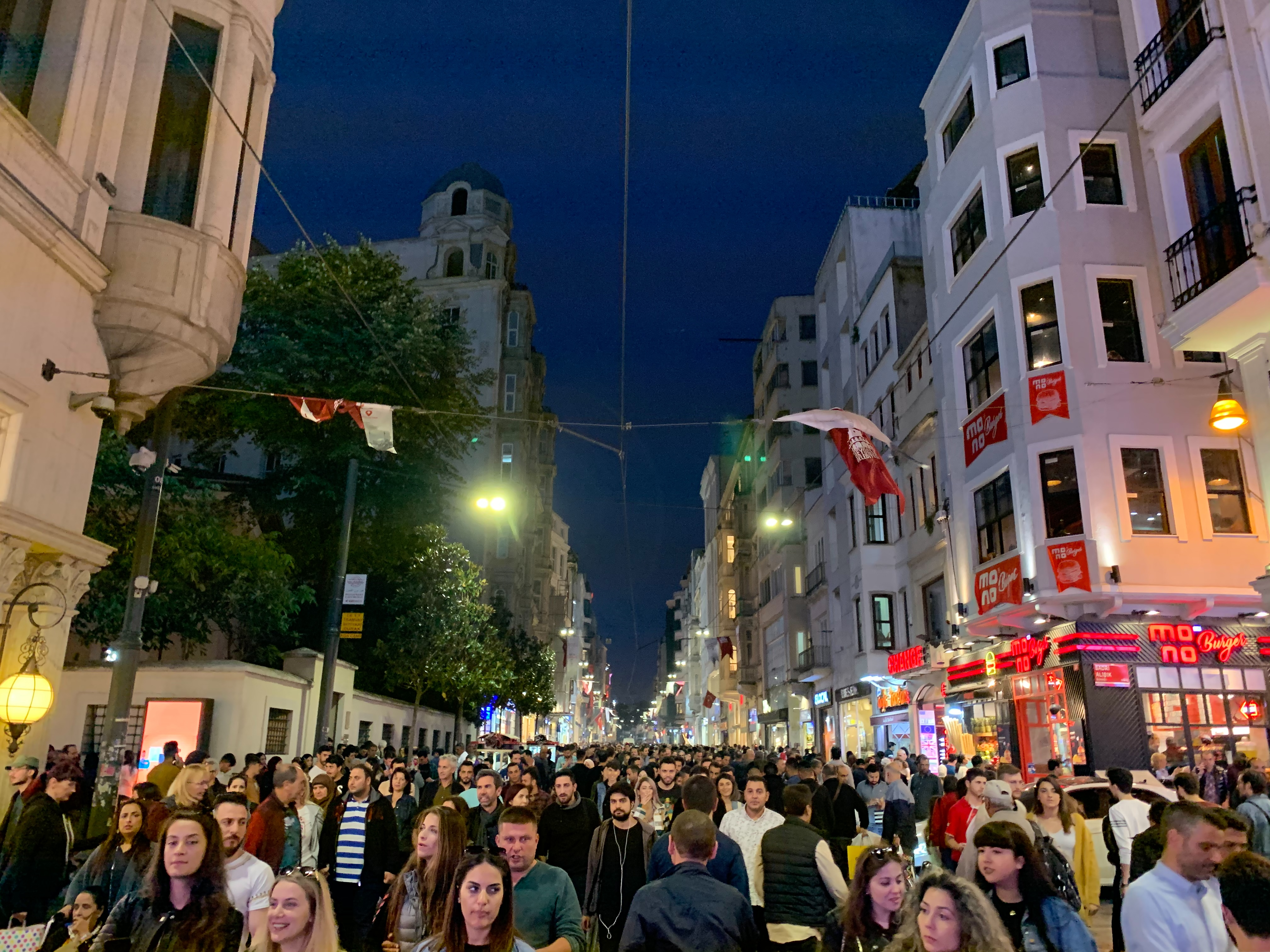
De drukke İstiklal Caddesi in Istanbul

Bij het begin van de 20e eeuw telde het gebied dat nu Turkije is 12 miljoen inwoners; dat aantal is in een eeuw tijds (t/m 2016) dus ruim verzesvoudigd (6½ ×). In Turkije wonen 82.017.514 (2020) mensen. Van hen woont 70% in stedelijke gebieden.

### Demografische geschiedenis
Anatolië is een van de oudste door mensen bewoonde gebieden in de wereld buiten Afrika. Het maakt ook deel uit van Mesopotamië, waar de eerste Indo-Europese en Semitische beschavingen ontstonden. In Turkije ligt zowel de oudst bekende nederzetting als het oudst bekende tempelcomplex ter wereld; respectievelijk Çatal Hüyük en Göbekli Tepe. De eerste volken die hun rijk grotendeels opbouwen in Anatolië zijn onder andere de Hattiërs, Hettieten, Lyciërs en Cariërs. Ook zijn er enkele Semitische volkeren aanwezig zoals de Arameeërs.
Vanaf ongeveer 1000 voor Christus worden deze volkeren langzaam verdrongen door Griekse kolonisten aan de kust en Perzische volkeren in het binnenland. De Perzen werden in 334 voor Christus verslagen door Alexander de Grote, waarna ook het binnenland van Anatolië helleniseerde. In de 3e eeuw voor Christus vochten ook de Kelten zich een weg naar Centraal-Anatolië, waar zij voor enkele eeuwen een rijk bestuurden, genaamd Galatië. In de 1e eeuw na Christus was heel Anatolië ingelijfd in het Romeinse Rijk, dat enkele eeuwen later weer uiteenviel, tegelijk met het ontstaan van enkele christelijke naties in Anatolië zoals de Armeniërs, die al snel worden opgenomen in het Byzantijnse Rijk.
Gedurende de middeleeuwen blijven nieuwe volkeren richting Anatolië stromen, zoals Arabieren uit het zuiden, Vikingen en Khazaren uit het noorden, Bulgaren vanuit het westen en Turken vanuit het oosten. De Turkse Seltsjoeken veroveren het grootste gedeelte van Anatolië, op de kust na, die Grieks blijft. Nadat de Mongolen de Seltsjoeken hebben verslagen ontstaan vanuit die nieuwe Turkse bevolking in Anatolië enkele rijkjes, waarvan het Osmaanse uiteindelijk het sterkste bleek. Tijdens de eerste eeuwen van het Ottomaanse Rijk komen er met name in de kuststeden West-Europese handelaren te wonen, evenals een groot aantal Joodse vluchtelingen uit Spanje en Portugal. In het binnenland van Anatolië veranderde er echter niet veel aan de demografie; pas met de val van het rijk kwam daar verandering in.
Het verlies van grote delen van zijn grondgebied zorgde voor een immense vluchtelingenstroom binnen het Ottomaanse Rijk vanuit de Balkan, de Krim en de Kaukasus richting Anatolië in de 19e eeuw. Vele miljoenen moslims werden tussen 1821 en 1871 uit Oost-Europa verdreven, naast Turken ook veel Bulgaren, Circassiërs, Tsjerkessen, Nogai, Kabardijnen, Krim-Tataren, Wolga-Tataren, Tsjetsjenen, Abchazen, Bosniërs, Albanezen, Georgiërs, Roma en (islamitische) Grieken moesten een nieuw leven beginnen tussen de Anatolische bevolking die op dat moment voornamelijk bestaat uit Turken, Grieken, Armeniërs en Koerden. Zij kregen van de Ottomaanse staat grondgebied aangeboden in West- en Noord-Turkije, waar nog veel van deze minderheden in hun eigen dorpen en steden wonen. De meesten van hen vertrokken naar de grote steden en integreerden voor een groot deel in de Turkse samenleving. Ook arriveren er in die tijd veel vluchtelingen uit Centraal-Azië waar de Turkstalige bevolking werd verslagen door de Russen en Chinezen.
Tegelijk verkregen westerse landen bepaalde rechten ten aanzien van christelijke minderheden in het Ottomaanse Rijk. Rusland verovert uiteindelijk zelfs Oost-Anatolië waarna er veel christelijke kolonisten in met name de Kaukasus komen zoals Duitsers. In de Eerste Wereldoorlog kiezen sommige Armeense fracties voor de kant van de Russen, die hen onafhankelijkheid beloven, waarna de Turkse legerleiding het besluit nam om de gehele Armeense bevolking uit Anatolië te deporteren. Door deze Armeense Genocide waren in Turkije nog maar weinig Armeniërs over: in 2018 zo'n zestigduizend. De bevolkingsuitwisseling met Griekenland was de bezegeling van het lot voor de christelijke bevolking van Turkije. Enkel de Griekse bevolking in Istanboel en de provincies Çanakkale en Balıkesir, die onder bestuur van de westerse machten stonden, bleef intact. Van de overige Anatolische Grieken mochten enkel die ten zuidoosten van de stad Trabzon blijven, deze groep was al in de 17e eeuw vrijwillig overgegaan op de islam.
Na de oprichting van de Republiek Turkije en de bevolkingsuitwisseling met Griekenland bleven twee grote bevolkingsgroepen over in Turkije: de Turken en de Koerden. Tijdens de Tweede Wereldoorlog vluchtten enkele honderdduizenden Joden uit Oost-Europa naar Turkije. De meesten van hen vertrokken vervolgens naar de Verenigde Staten of Israël. In de tweede helft van de 20e eeuw komen nog groepen vluchtelingen naar Turkije; met name Turken, Pomakken, Bosniërs, Serviërs, Albanezen uit de Balkan, Russen, Oezbeken, Turkmenen en Tataren uit de Sovjet-Unie, Oeigoeren uit China en in het recentere verleden enkele tienduizenden Iraniërs en Arabieren. Ook steeds meer West-Europeanen vestigen zich in Turkije, met name in Istanboel en de kustgebieden, zoals de Nederlandse Turken.

### Bevolkingssamenstelling
De bevolking van Turkije bestaat voor 73% uit Turken, 21% uit Koerden, 2% uit Tsjerkessen, 2% uit Arabieren, 0,5% uitLazen, 0,1% uit Syriërs, 0,06% uit Armeniërs en 0,01% uit Abchazen. In Istanboel en Izmir zijn nog kleine Joodse gemeenschappen aanwezig. De Turkse bevolking is relatief jong; 25,5% van de bevolking behoort tot de groep 0 tot 15 jaar.
- Geboortecijfer: 19,133 / 1000 (2015)
- Sterftecijfer: 7,739 / 1000 (2015)
- Onderscheid bevolking naar sekse
  - zuigelingen: 1,05 m/v
  - onder 15 jaar: 1,04 m/v
  - 15-64 jaar: 1,03 m/v
- Levensverwachting (2014):
  - totale bevolking: 75 jaar
  - mannen: 72 jaar
  - vrouwen: 78 jaar

### Taal

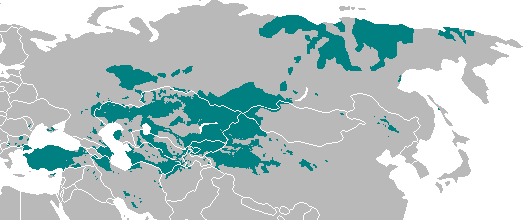
Het Turks maakt deel uit van de Turkse talen, een wijdverspreide maar nauw verwante taalfamilie.

In Turkije is Turks (90,5%) de enige officiële taal. Tot de vele minderheidstalen behoren Koerdisch (18,6%), Arabisch (3%), Armeens, Aramees, Zaza(ki), Lazisch, Georgisch, Adygees, Ladino, Romeyka en andere. Het Turks kwam met de naar het westen trekkende nomaden ongeveer in de 10e eeuw in Klein-Azië. Sinds 1928 wordt het Turks volgens het Latijns alfabet geschreven. Het huidige Turks heeft veel leenwoorden overgenomen uit het Frans, Perzisch en het Arabisch. Tot in het westen van China wordt op de Kaukasus en in Centraal-Azië nog door miljoenen mensen een Turkse taal gesproken.
In het oosten van Turkije worden Koerdische dialecten gesproken. Deze waren met de staatsgreep in 1980 verboden tot 1991, waarna het weer in het openbaar mocht worden gebruikt. In 2009 zijn grote stappen gezet om de rechten van de Koerdische minderheid te verbeteren.
Tot 2011 werd op basis- en middelbare scholen naast Turks enkel Engels onderwijs aangeboden. Sinds omstreeks 2013 wordt in Turkije op basisscholen en middelbare scholen naast Turks ook Koerdisch, Zaza, Lazisch, Circassisch, Abchazisch en Arabisch aangeboden. Privéscholen boden al langer Duits, Frans, Grieks en Armeens onderwijs.

### Religie
Turkije heeft de staatsgodsdienst afgeschaft in 1928. Islamitische wetgeving was echter al grotendeels afgeschaft tijdens de Tanzimat-periode halverwege de 19e eeuw. Vanwege het seculiere karakter van de Turkse staat is in de Turkse grondwet geen verwijzing naar moslims of islam opgenomen. Tevens is er sprake van een controle van de staat over de officiële vorm van islam. Het daartoe al in 1924 in het leven geroepen staatsorgaan is het Directoraat van Godsdienstzaken (Diyanet İşleri Başkanlığı). Personen in overheidsdienst mochten tot 2011 geen uiterlijke religieuze kenmerken tonen. Zo zijn bijvoorbeeld hoofddoeken voor vrouwelijke werknemers in overheidsgebouwen verboden. Sinds 1982 is godsdienstig onderwijs wettelijk onder supervisie en controle van de staat. In Turkije worden door de christelijke en alevitische minderheden vaak problemen ervaren bij het uitoefenen van hun geloof. Turkije behoort tot de landen die missionering belemmeren.
Het percentage niet-moslims in Turkije daalde van 19% in 1914 tot 2,5% in 1927, als gevolg van de Armeense Genocide, de bevolkingsuitwisseling tussen Griekenland en Turkije, en de emigratie van niet-moslims (zoals Levantijnen, Grieken, Armeniërs en Joden) naar het buitenland (voornamelijk in Europa en de Amerika's) die daadwerkelijk begon in de late 19e eeuw, in het bijzonder tijdens de Eerste Wereldoorlog en na de Turkse Onafhankelijkheidsoorlog.

De Hagia Sophia in Istanboel was oorspronkelijk een kerk, daarna een moskee, een museum en tegenwoordig weer een moskee.

De belangrijkste religie in Turkije is de islam, waarvan tot kort geleden officieel 99,8% van de bevolking een aanhanger was. Dit vanwege de automatische registratie door de Turkse overheid. Hieraan is inmiddels een eind gebracht. Recent onderzoek van de Sabanci Universiteit wijst erop dat het werkelijke aantal moslims in Turkije iets lager ligt; zo rond de 95 procent. Van hen geeft verder nog ongeveer een derde aan hun geloof niet al te serieus te belijden. Na de islam is het Agnosticisme/Atheïsme in Turkije de grootste stroming. Een klein percentage is christelijk. Onder Nederlanders van Turkse afkomst worden vergelijkbare percentages waargenomen.
De grootste religieuze stroming is het soennisme. Daarnaast hangt ongeveer 20% van de bevolking het alevitisme aan. Naast de islam erkent de Turkse staat drie andere religies: de Armeens-Orthodoxe Kerk, de Grieks-Orthodoxe Kerk en het jodendom, die bij elkaar volgens officiële cijfers 0,2% aanhangers hebben onder de Turkse bevolking. Het werkelijke aantal ligt echter een stuk hoger. Begin 20e eeuw bedroeg het aantal christenen in het Ottomaanse Rijk nog 30% van de bevolking. In de 20e eeuw liep dat aantal sterk terug, onder andere doordat het Ottomaanse Rijk in de Balkanoorlogen (1912-1913) grondgebied verloor waar veel christenen wonen en anderzijds door vervolging en emigratie.
In de eerste eeuwen (A.D.) was het huidige Turkije een bloeiend kerkelijk gebied onder de leiding van Constantinopel. Het orthodoxe Oecumenisch patriarchaat van Constantinopel is nog steeds gevestigd in Istanboel. De katholieken van Armeense, Chaldeeuwse, Byzantijnse en Latijnse ritus hebben ieder hun eigen hiërarchie. Sinds 1960 bestaan diplomatieke betrekkingen tussen Turkije en het Vaticaan en in 1966 werd een apostolische nuntiatuur opgericht.
In het verleden werd bij de geboorte het geloof automatisch geregistreerd en verplicht vermeld op de identiteitskaart. Sinds 2006 bestond de mogelijkheid de geloofsgezindheid niet te registreren en het vakje ‘religie’ op de oude identiteitskaart leeg te laten. Bij uitspraak van 2 februari 2010 is door het Europese Hof voor de Rechten van de Mens bepaald dat het registreren van religie op de identiteitskaart in strijd is met artikel 9 (vrijheid van gedachte, geweten en religie) van het Europees Verdrag voor de Rechten van de Mens. De huidige Turkse regering heeft nieuwe identiteitskaart uitgebracht, waarop de religie niet meer is geregistreerd.

### Literatuur

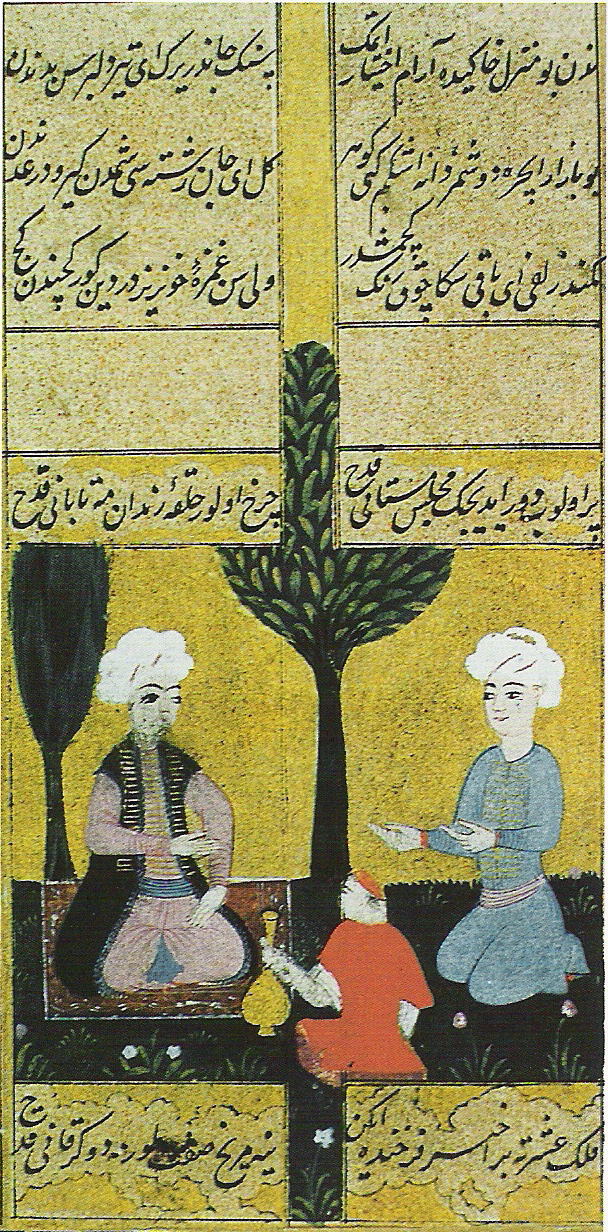
Een Osmaans tuinfeest in de 16e eeuw, met een dichter en een wijnschenker. Uit: Dîvân-ı Bâkî.

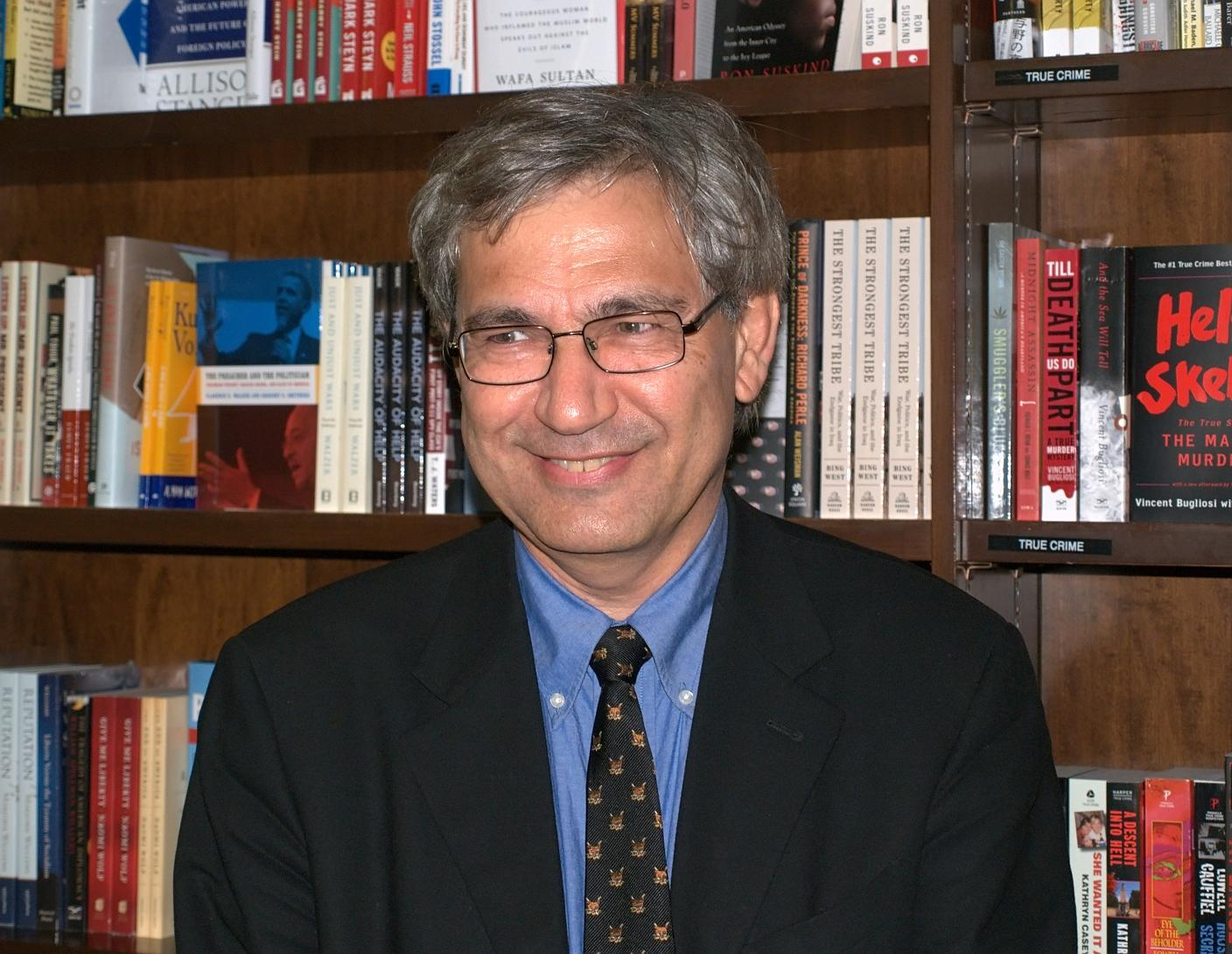
Schrijver Orhan Pamuk kreeg in 2006 de Nobelprijs voor literatuur

## Cultuur

### Muziek
Muziek maakt een belangrijk deel van de Turkse cultuur uit en de Turkse muziekindustrie is dan ook erg groot. Turkse muziek kent vele stijlen, die meestal terug zijn te leiden tot etnische muziek uit Centraal-Azië (traditionele Turkse muziek), Oost-Europa, Anatolië, het Midden-Oosten, de Kaukasus of Noord-Afrika. Traditionele Turkse muziek uit Centraal-Azië maakt gebruik van snaar- en slaginstrumenten, waaronder de mondharp, bağlama en kanun. De bağlama (of saz) is hiervan behouden als belangrijkste instrument van de Turkse muziek. Traditionele etnische muziek (die veelal gebruikmaakt van andere instrumenten) is echter nog steeds populair, hoewel de populariteit per regio verschilt. Enkele van deze regionale instrumenten zijn de kemençe, tulum, oed, darboeka, ney, kaval, davul en zurna. Traditionele Ottomaanse muziek, voornamelijk muziek van de janitsaren, heeft invloed gehad op westerse klassieke muziek. Componisten als Haydn, Mozart en Beethoven schreven stukken die geïnspireerd waren door de Ottomaanse marsmuziek. Bekende voorbeelden hiervan zijn de Rondo Ala Turca van Mozart en de Turkse Mars van Beethoven. Westerse klassieke muziek had ook enige invloed op de Turkse klassieke muziek, zo werd de Italiaanse componist Giuseppe Donizetti Pasha door Sultan Mahmud II uitgenodigd om een nieuwe muziekschool op te zetten.
Als onderdeel van verdere modernisering van Turkije vond in de jaren 30 van de twintigste eeuw een culturele revolutie plaats, die in vergelijking met revoluties in andere autoritair geleide landen redelijk succesvol was. Muziekinstrumenten werden gestandaardiseerd en duizenden stukken volksmuziek (Türkü) van de verschillende regio's werden door muzikanten en barden in samenwerking met de lokale overheden verzameld en landelijk gepubliceerd. De staat en enkele particulieren verzorgden concerten in de nieuwe theaters die in de meeste Turkse steden verschenen in de vroege republikeinse periode, waar westers georganiseerde orkesten de verzamelde volksmuziek ten gehore brachten. Pas vanaf de jaren 50 werden westerse muziekstijlen echt populair onder de bevolking. Turkse bands gingen toen massaal jazz en rock-'n-roll uit het Westen coveren. In de jaren 60 en 70 werd Turkse rock, Anadolurock, geïnspireerd door westerse psychedelica folk- en rockbands, immens populair met artiesten zoals Erkin Koray, Cem Karaca, Barış Manço, de 3 broers van Üç Hürel en protestzangeres Selda Bağcan. Ook bağlama-speler Arif Sağ bracht in deze tijd psychedelische vertalingen van volksmuziek uit. Sezen Aksu is de bekendste zangeres in het popgenre, zij heeft veel invloed gehad op de Turkse muziekscene. Tussen de jaren 70 en 80 verloor westerse muziek wat aan populariteit ten opzichte van Arabesque, een Arabisch geïnspireerde muziekstijl. Sinds de jaren 90 wint westerse muziek weer aan populariteit en enkele Turkse artiesten, in Nederland vooral Tarkan, scoorden zelfs in het Westen hits. Muziekgenres als hiphop, reggae, metal en elektronische dansmuziek namen erg toe in populariteit. Turkse artiesten geven hier hun eigen draai aan, door bijvoorbeeld traditionele Turkse muziek te mixen met elektronische dancebeats. In 2003 won Turkije het Eurovisiesongfestival met het liedje Everyway that I can van Sertab Erener, een in Turkije beroemde zangeres, en het land doet het sindsdien erg goed bij het Eurovisiesongfestival.

### Cinema
Turkse films hebben in de afgelopen jaren vele prijzen gewonnen op internationale filmfestivals. Veel geprezen Turkse regisseurs in de 21e eeuw zijn onder anderen Nuri Bilge Ceylan, Fatih Akın, Semih Kaplanoglu, Yeşim Ustaoğlu en Zeki Demirkubuz.
De Turkse filmindustrie, Yeşilçam, ontstond aan het eind jaren 50 van de 20e eeuw in Istanboel. De films die hier geproduceerd werden waren niet goedgekeurd of gecensureerd door de overheid, wat voor veel acteurs en regisseurs resulteerde in lange gevangenisstraffen en/of verbanning vanwege het vaak confronterende en kritische karakter van de films. De belangrijkste regisseur van het Yeşilçam-tijdperk was Yılmaz Güney, een Koerdische acteur/regisseur die films maakte over het zware leven van de gewone man. Güney zou een groot deel van zijn leven opgesloten zitten en stierf uiteindelijk in Frankrijk. Kemal Sunal speelde tussen de jaren 70 en 90 in tientallen tragikomedische films, wat hem de bekendste acteur maakte. Turkse kanalen zenden nog dagelijks Kemal Sunal films uit. In het actie-genre kreeg Cüneyt Arkın bekendheid, en enkele mockbusters waar hij in speelde hebben ook buiten Turkije een cult-status verworven, zoals Dünyayı Kurtaran Adam ('De man die de wereld redde', ook bekend als 'Turkse Star Wars'). Hoewel kritische films lastiger te produceren werden wist de Turkse filmindustrie voort te bestaan tot in de jaren 80, wanneer het uiteindelijk verloor van de televisie. In de laatste jaren werd de productie vooral toegelegd op gewelddadige en seksueel getinte films, om toch in ieder geval mannen naar de bioscoop te trekken. In de jaren 90 verschenen meerdere arthouse-films die voortbouwden op de traditie van Güney en gelijktijdige Iraanse en Italiaanse films. Ze volgen een rustig tempo, vaak met lange pittoreske shots, dat in het eerste decennium van de 21e eeuw werd uitgewerkt door een nieuwe generatie Turkse regisseurs die internationale erkenning verkreeg.

### Gastronomie
Eten is in Turkije een sociale aangelegenheid en het vormt een belangrijk deel van de Turkse cultuur. De Turkse keuken is ook een internationaal gewaardeerde keuken met een lange traditie. De keuken is zeer gevarieerd door de verschillende etnische groepen waaruit het Ottomaanse Rijk bestond, en de culturele tradities die de Ottomanen met zich hadden meegenomen uit Centraal-Azië en door de blootstelling aan verscheidene kookculturen die zij in hun tocht naar het westen hadden ontmoet. Traditioneel nomadenvoedsel zoals yoghurt maakt nog steeds een belangrijk deel uit van de Turkse keuken. Elke regio heeft in Turkije haar eigen, vaak etnische, keuken.
De Turkse keuken maakt gebruik van een groot scala aan verse kruiden, ongezouten noten, vers en gedroogd fruit, en gegrilde en gekookte groenten. Meestal is een maaltijd een combinatie van diverse gerechten. Soepen, rijstschotels en brood maken voor Turken deel uit van de dagelijkse kost.
Diverse door de mens verteerbare graansoorten komen van nature voor in Zuidoost-Anatolië, in dit opzicht was het gebied uniek in de wereld. De eerste permanente nederzettingen van de mens verschenen dan ook in de vruchtbare vlakte tussen Antep en Aleppo, langs de huidige grens tussen Turkije en Syrië, waar deze wilde granen voor het eerst werden verzameld. De vochtige streek langs de noordkust is de enige in Turkije waar geen inheemse granen kunnen groeien, hier vormt maïs een belangrijk gewas. De rijke graancultuur uit zich in de vele tientallen broodsoorten, van wit- en maisbrood tot meergranen, en in de verschillende noedels.

### Architectuur
|                      |  |                     |
| Woning in Safranbolu |  | Woning in de Pontus |

|                      |  |                   |
| Yali aan de Bosporus |  | Huizen in Alaçatı |

|                  |  |                   |
| Huizen in Mardin |  | Cappadocisch huis |

|                       |  |                             |
| Bijenhuizen in Harran |  | Huizen in Zuidoost-Anatolië |

De geschiedenis van de architectuur in Turkije begint bij de oudst bekende religieuze bouwwerken in de wereld: de tempelheuvels van Göbekli Tepe aan de Syrisch-Turkse grens iets ten oosten van de oude stad Urfa. Op meerdere kunstmatige tempelbergen zijn restanten aangetroffen van ronde bouwwerken met losstaande en in de muur verwerkte grote T-vormige pilaren met dier- en mensmotieven. De bouwwerken, die gedateerd worden op zo'n 12.000 jaar oud, zijn na gebruik met opzet overdekt met een laag zand, waardoor zij in relatief goede staat bewaard zijn gebleven. Ook vindt men in Turkije de oudst bekende stad van de wereld, Çatal Hüyük, die zo'n 9000 jaar geleden ontstond. Deze neolithische nederzetting kende nog geen straten; de huizen zijn strak tegen elkaar aan gebouwd en kunnen enkel via het dak worden betreden. Latere neolithische steden hebben wel gezamenlijke religieuze ruimtes, die geïnspireerd lijken op de tempels van Göbekli Tepe. Naast Çatal Hüyük en andere vroege nederzettingen in zuidelijk Anatolië zijn er restanten van Hettieten, Perzen, Grieken, Armeniërs, Romeinen, kruisvaarders, Mongolen en Turken te vinden in Turkije. De oude hoofdstad van de Hettieten, Hattusa, is met zo'n 4000 jaar oud een van de grotere en oudste nederzettingen in Anatolië. Veel Hettitische steden vormden later de basis voor nieuwe Griekse koloniën, waarvan veel meer architectuur bewaard is gebleven. Griekse en Romeinse tempels met Korinthische, Dorische of Ionische zuilen zijn in Turkije zeer talrijk, en zelfs in enkele grote Turkse steden te bezichtigen, hoewel nooit zo compleet als in Zuid-Italië of Griekenland. Bijzonderder zijn echter andere bouwwerken uit de oudheid zoals de talloze theaters, stadions, kerken, forten, odeions, zuilengalerijen en triomfpoorten, in relatief goede staat.
De grote etnische diversiteit, alsmede extreme klimatologische verschillen maken dat huizen in verschillende delen van het land radicaal anders worden gebouwd. In Centraal-Anatolië, dat 's zomers zeer droog en warm is en waar makkelijk in de grond te houwen is, zijn veel grotwoningen die verkoeling bieden. In Cappadocië zijn zelfs enkele tientallen ondergrondse steden, waar duizenden christenen hun toevlucht zochten tijdens campagnes van de Romeinen en later de Arabieren. In de westerse Egeïsche Zeeregio en de Marmararegio zijn veel wit-gestucte bak- en natuurstenen huizen, zoals men ze ook aantreft op de Griekse eilanden voor de kust. Aan de natte en winderige kust in de Zwarte Zeeregio zijn de huizen gemaakt van nauwkeurig gestapeld hout, op een stenen fundering. Soms worden de huizen als vakwerk uitgevoerd met leem- of baksteenvulling, en op hooggelegen plekken worden zij het liefst aan de loefzijde van de berg gebouwd. In Istanboel en andere belangrijke steden vindt men ook tegenwoordig nog veel oude stadswoningen die volledig uit hout zijn opgetrokken. Soms is er echter niet meer bewaard gebleven dan een verwaarloosde gevel. In de oude Aramese en Armeense steden van Zuidoost-Anatolië zijn de huizen opgetrokken uit natuursteen, maar op het platteland in het uiterste zuidoosten vindt men nog veel woningen van leem, het enige goedkope bouwmateriaal dat daar eeuwenlang voorhanden is geweest. Tegenwoordig verrijzen overal in het land grote constructies van beton, staal en glas; in 2010 groeide de Turkse bouwsector uit tot een van de grootste in de wereld. Turkse constructeurs zijn nu verantwoordelijk voor een groot deel van de bouw in Oost-Europa, Centraal-Azië en het Midden-Oosten.
Het verhaal van de Turkse architectuur in Turkije begint bij de inval van de Seltsjoeken in Anatolië in de 12e eeuw. De eerste gebouwen die de Turkse heersers bouwden waren bedoeld om handelskaravanen en soldaten te huisvesten, zogenaamde karavanserais. Deze waren in voorgaande eeuwen al verschenen in Iran en Centraal-Azië. Deze gebouwen hebben meestal een symmetrische opzet met één groot portaal en vertonen gelijkenis in stijl met eerdere werken verricht onder Seltsjoekse heerschappij in Iran. Andere bouwwerken uit deze periode omvatten met name türbes, moskeeën, scholen (madrassa's) en ziekenhuizen. Vaak bestond een complex uit meerdere van dit soort publieke functies. De Beyliks (lokale heersers) in de noordoostelijke steden Erzurum, Sivas, Tokat en Niksar nodigden architecten en timmerlieden uit Iran en de Kaukasus uit om de voorheen Griekse steden van islamitische architectuur te voorzien. In deze steden vindt men de meeste en best bewaarde Seltsjoekse bouwwerken buiten Konya. Nadat de Seltsjoeken door de Mongolen waren vernietigd, kwamen in Anatolië andere Turkse clans op, van wie de architectuurstijl meer invloeden kende van de Byzantijnse laat-Romeinse christelijke architectuur. De stijlen waren goed verenigbaar omdat de nomadische Turken van oudsher in koepelvormige tenten leefden, en derhalve al een voorliefde hadden voor koepelarchitectuur. De Turkse bouwstijlen zouden later op hun beurt weer invloed hebben op de neo-orthodoxe kerkarchitectuur. De Ottomanen bouwden voort in de traditie van publieke functies. Nieuwe gebouwtypen waren onder andere overdekte handelsmarkten, gildehuizen en fontein-kiosken. Mimar Sinan was de belangrijkste Ottomaanse rijksarchitect en bouwde onder andere de Selimiye-moskee, de Süleymaniye-moskee en de Sokollu Pasamoskee.

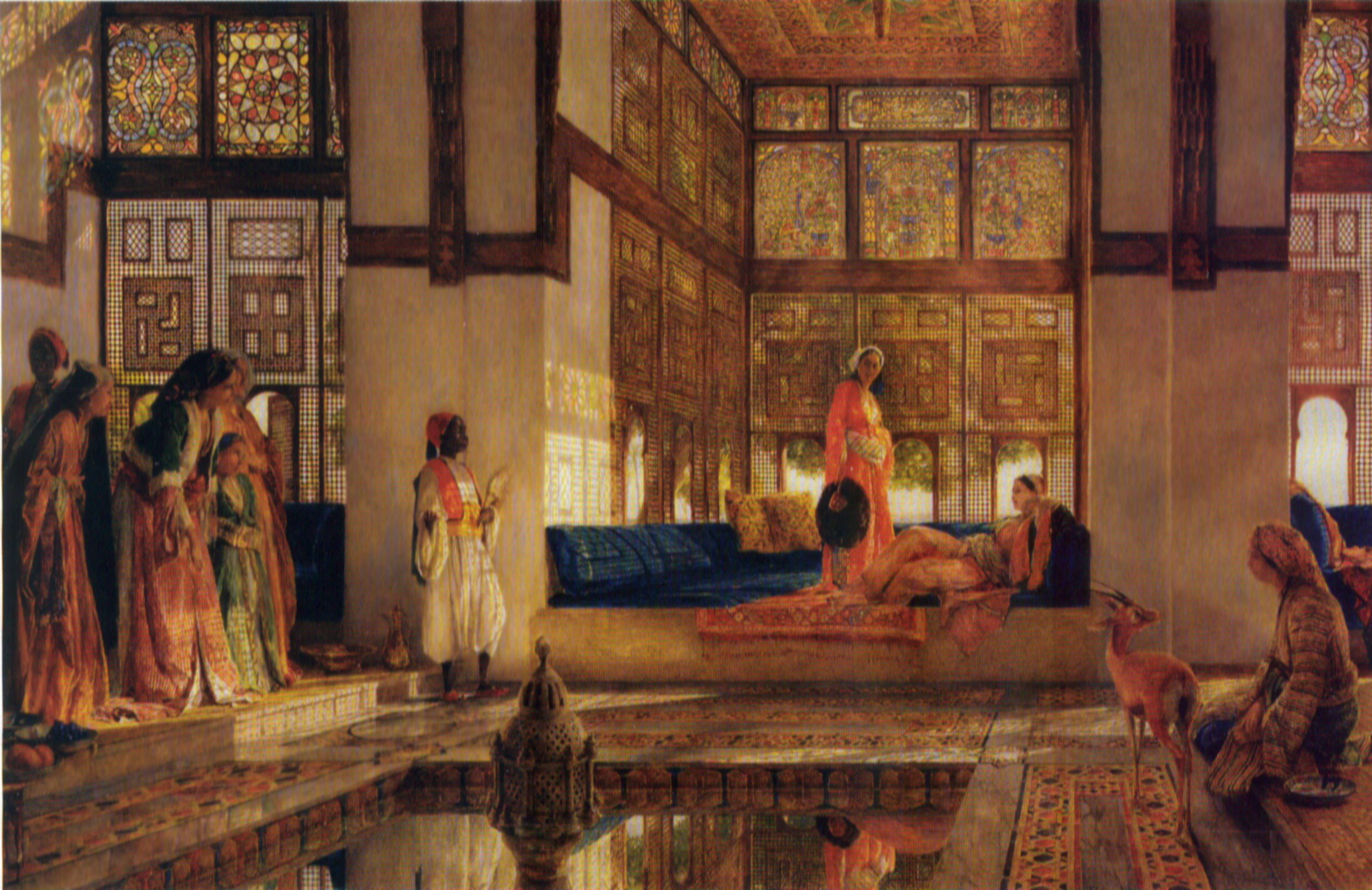
Turks huis, John Frederick Lewis (1873)

In de 18e en 19e eeuw is de Armeens-Ottomaanse architectenfamilie Balyan verantwoordelijk voor een groot deel van de bouwwerken voor het Ottomaanse hof. De familie studeerde op kosten van de sultan in Italië, en heeft vele barokke bouwwerken in Istanboel op haar naam staan, waaronder het Dolmabahçe-paleis, het Esma-Sultanhuis en de Ortaköy-moskee. Rijke Istanbulu (inwoners van Istanboel) vervingen in deze tijd hun houten gevels met natuursteen of gestuct baksteen en langs de Istiklal-avenue verschenen meerdere Europese ambassades, kerken en scholen, alle gebouwd in Europese stijlen gangbaar van het moment.
Aan het eind van de 19e eeuw en het begin van de 20e eeuw ontstaat er een nationale architectuurstroming, die in eerste instantie meer eclectisch en historiserend is, maar na de Turkse Onafhankelijkheidsoorlog een veel meer modernistische hoek inslaat. Belangrijke moderne Turkse architecten waren onder anderen Mimar Kemaleddin en Sedad Hakkı Eldem; zij combineerden moderne technieken met traditionele architectuur. Een futuristisch ontwerp voor de Kocatepe-moskee in Ankara van Vedat Dalokay in 1969 werd onder protest van conservatieve moslims gedwarsboomd, maar een aangepaste versie van het gebouw werd toch gebouwd in Islamabad, Pakistan. Ook tot in de 21e eeuw blijft er in de Turkse maatschappij een hang naar historiserende architectuur; veel van de nieuw gebouwde moskeeën blijven beperkt binnen de Ottomaanse vormentaal, maar ook daar lijkt in de 21e eeuw een modernisering in te komen, onder andere met de eerste moskee naar een ontwerp van een vrouwelijke architect.

### Sport
In Turkije is voetbal de belangrijkste sport. De hoogste voetbaldivisie van het land heet de Süper Lig, waarin 20 clubs tegen elkaar uitkomen. Het grootste succes van het Turks voetbalelftal is het behalen van de derde plaats op het WK 2002. Basketbal wint ook aan populariteit in Turkije. Het grootste succes van Turkije in het internationale basketbal kwam toen het land het wereldkampioenschap basketbal 2010 organiseerde, waarbij het Turks basketbalteam in de finale verloor van de Verenigde Staten. Het Turks vrouwenteam voor basketbal behaalde de zilveren medaille op het EK 2011. Turkije is tevens gastland van WK basketbal voor vrouwen 2014. Olieworstelen is sinds 1361 een traditie in Turkije en is van oudsher ontstaan, doordat het Turkse leger zich op deze manier voorbereidde op zijn veldslagen. Op het racecircuit Istanbul Park wordt onder andere de Grand Prix van Turkije gehouden. Andere populaire sporten zijn onder meer volleybal, worstelen, taekwondo, gewichtheffen en in toenemende mate extreme sporten zoals skateboarden, surfen en snowboarden.

### Tapijten en textiel
Het weven van tapijten werd voor het eerst gedaan door de Seltsjoeken. Eerst werd het tapijtweven als kunst uitgevoerd, maar al gauw werd het kleed gebruikt als gebedskleed. Pas later werden echte tapijten gemaakt. De echte handgeweven tapijten zijn duur, maar ze gaan wel een leven lang mee.
Er zijn drie verschillende tapijten:
- De geknoopte tapijten met pool (halı)
- Platte weefsels zonder pool (kilim)
- Zijden tapijten

Turkije is in recente jaren uitgeroeid van een grote textielexporteur tot een modeland, van waaruit zowel westerse als moderne islamitische kleding zijn weg vindt naar het Midden-Oosten.

### Feest- en gedenkdagen
Turkije kent een grote variëteit aan festivals en feestdagen, waarvan sommige nationaal zijn, andere lokaal en weer andere religieus. Sommige feestdagen vinden elk jaar op dezelfde dag plaats, andere zijn gerelateerd aan de maankalender en veranderen van datum. In 1935 werd de nationale rustdag de zondag in plaats van de traditionele islamitische vrijdag.
Nationale feest- en gedenkdagen in Turkije

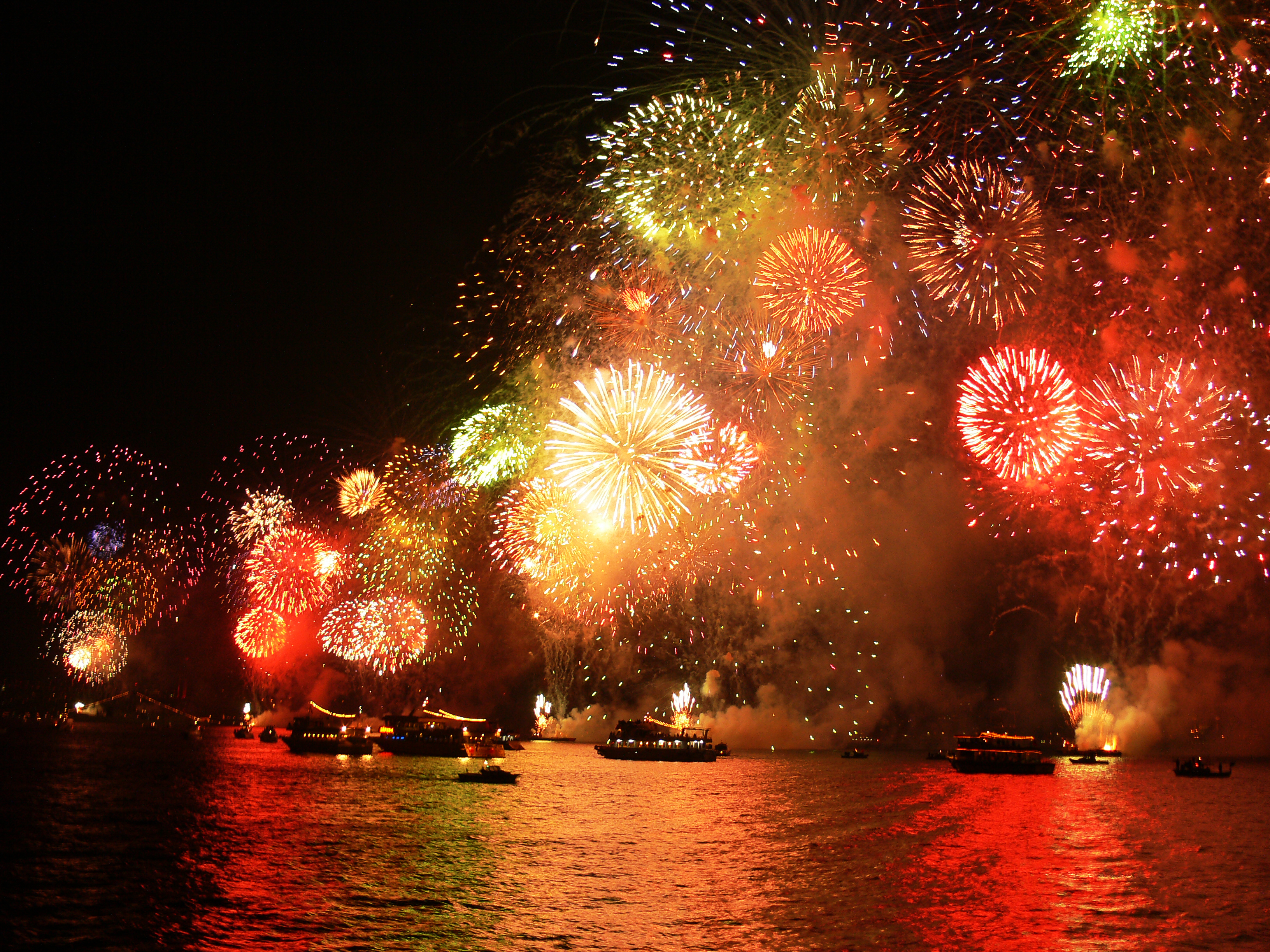
Nachtelijke festiviteiten op de Dag van de Republiek, Istanboel

- 23 april: Dag van het Kind (Çocuk Bayramı) herinnert aan de eerste zitting van de Nationale Vergadering van de Turkse republiek op die dag in 1923. Op deze dag nemen kinderen symbolisch plaats op de burgemeesterszetel om de politici te herinneren aan de toekomst van de volgende generaties.
- 19 mei: Jeugd en Sport Dag (Gençlik ve Spor Bayramı) herinnert aan de landing van Atatürk in Samsun in 1919. Sinds 1938 wordt deze dag op basis van een wet gevierd en worden grote sportmanifestaties in de stadions gehouden.
- 30 augustus: Dag van de Overwinning (Zafer Bayramı) herinnert aan de dag van de overwinning op de Grieken bij Dumlupinar in 1922.
- 29 oktober: Dag van de Republiek (Cumhuriyet Bayramı) is de nationale feestdag die de proclamatie van de Turkse republiek in 1923 herdenkt.
- 10 november: Herdenkingsdag Mustafa Kemal Atatürk. Op de sterfdag van Atatürk valt het leven om 9.05 uur voor een minuut volledig stil. Voetgangers blijven zwijgend op straat stilstaan en auto’s stoppen. Later op de dag lopen schoolkinderen in optocht rond met vlaggen.

### Religieuze feestdagen
- Offerfeest (Kurban Bayramı) wordt 70 dagen na het eind van de ramadan gevierd.
- Suikerfeest (Şeker Bayramı) wordt gevierd aan het eind van de ramadan en duurt drie dagen. Het eten van zoetigheden staat centraal op de eerste dag.

## Bestuur en instellingen

### Overheid

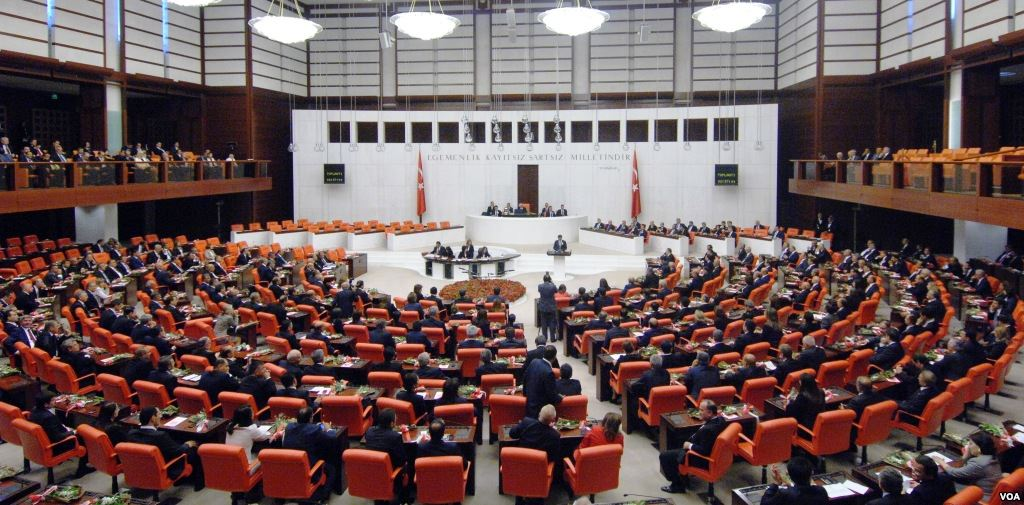
Het Turkse parlement, de Grote Nationale Assemblee van Turkije

Turkije is een presidentiële republiek met een parlementair systeem. De grondwet regelt het wettelijk kader van het land. In het Turks staatsbestel heeft de president de functie van een staatshoofd. Als zodanig legt de president staatsbezoeken af en ontvangt de president ook ambassadeurs en presidenten van andere landen. Als staatshoofd symboliseert de president de eenheid van de staat. De president wordt sinds het referendum van 2007 verkozen voor een termijn van vijf jaar door middel van rechtstreekse verkiezingen.
De uitvoerende macht berust bij de minister-president en de ministerraad, die deel uitmaken van de regering. De wetgevende macht berust bij het eenkamerparlement, de Grote Nationale Assemblee van Turkije. De rechterlijke macht is onafhankelijk van de uitvoerende en de wetgevende macht. Het Grondwettelijk Hof spreekt zich uit over de conformiteit van de wetten en decreten.
Het algemeen kiesrecht voor mannen en vrouwen werd toegepast in 1933. Elke burger van Turkije, die op de dag van de stemming de leeftijd van 18 jaar heeft bereikt, heeft het recht om te stemmen. De leeftijd om gekozen te worden werd in 2007 verlaagd van 30 naar 25 jaar, en in 2017 verder verlaagd naar 18 jaar.
- Staatshoofd: President van Turkije, wordt gekozen voor 5 jaar door het volk.
- President: Recep Tayyip Erdoğan (sinds 28 augustus 2014)
- Parlement: eenkamerparlement, bestaande uit 600 leden.
- Laatste parlementsverkiezingen: Turkse parlementsverkiezingen 2018
- Laatste presidentsverkiezingen: Turkse presidentsverkiezingen 2018
- Laatste referendum: Turks referendum over grondwetswijzigingen 2017

| 1950  | 1954  | 1957  | 1961  | 1965  | 1969  | 1973  | 1977  | 1983  | 1987  | 1991  | 1995  | 1999  | 2002  | 2007  | 2011  | 2015   | 2018   | 2023   |
| ----- | ----- | ----- | ----- | ----- | ----- | ----- | ----- | ----- | ----- | ----- | ----- | ----- | ----- | ----- | ----- | ------ | ------ | ------ |
| 89,3% | 88,6% | 76,6% | 81,4% | 71,3% | 64,3% | 66,8% | 72,4% | 92,3% | 93,3% | 83,9% | 85,2% | 87,1% | 79,1% | 84,2% | 83,2% | 85,18% | 86,23% | n.n.b. |

### Bestuurlijke indeling
Turkije is staatkundig verdeeld in 81 provincies. Deze zijn weer onderverdeeld in 923 districten.

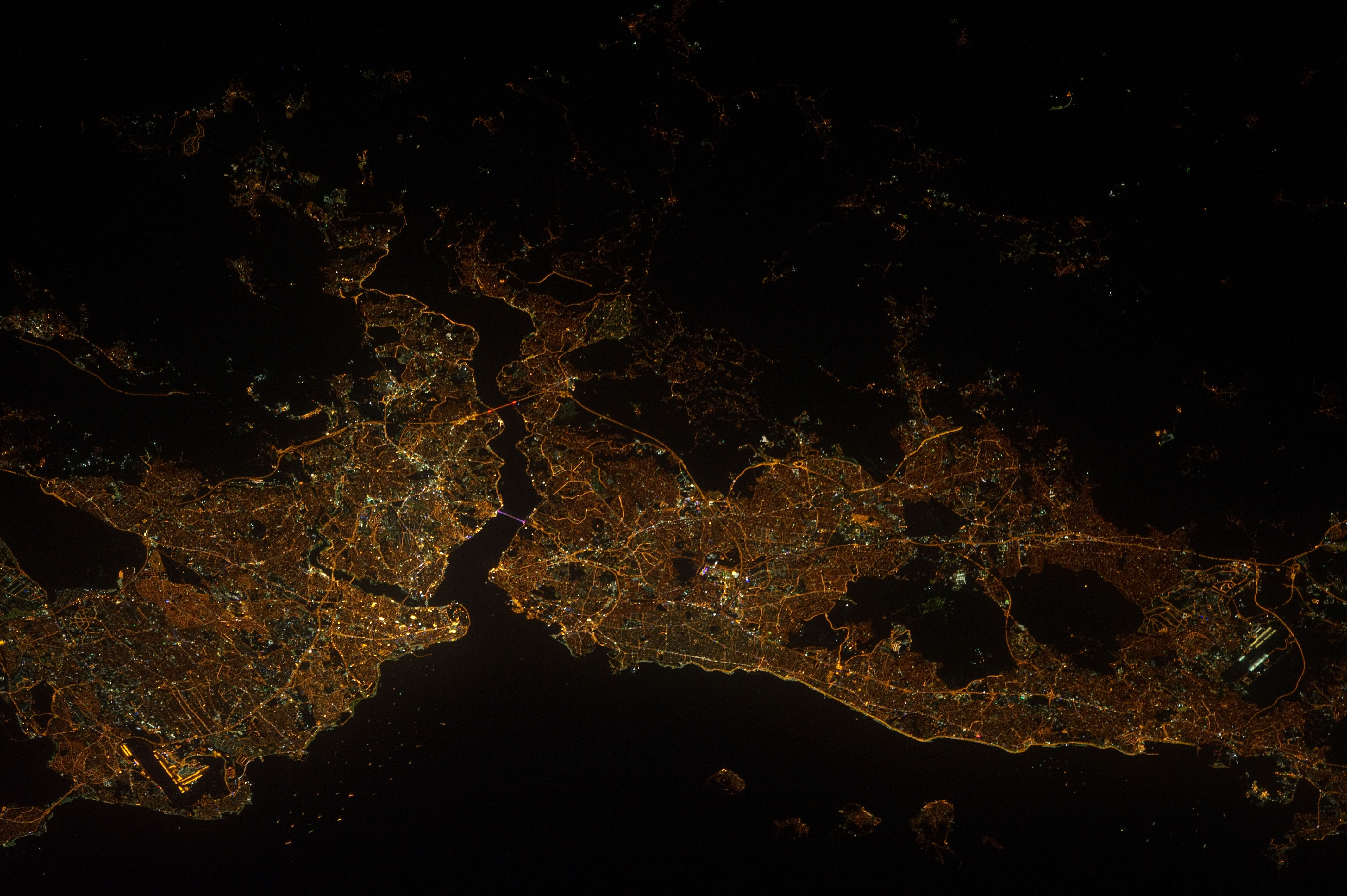
Satellietfoto van Istanboel, genomen vanuit ISS (ongeveer 100 km breed)

Provincies en provinciale hoofdsteden zijn meestal gelijknamig. Uitzonderingen op deze gewoonte zijn de provincies Hatay (hoofdstad: Antiochië), Kocaeli (hoofdstad: İzmit) en Sakarya (hoofdstad: Adapazarı). Provincies met de grootste bevolking zijn Istanboel (12,9 miljoen), gevolgd door Ankara (4,6 miljoen), İzmir (3,8 miljoen), Bursa (2,5 miljoen) en Adana (2,0 miljoen).
Naar schatting woont 75,5% van de Turkse bevolking in stedelijke centra. De grootste stad Istanboel is het financiële, economische en culturele hart van het land. Met meer dan 12 miljoen officiële inwoners is Istanboel tevens een van de grootste van Europa.

### Defensie
De Turkse defensie bestaat uit het Turkse ministerie van defensie en de krijgsmacht. De krijgsmacht bestaat uit het leger, de marine en de luchtmacht. De gendarmerie en de kustwacht opereren in vredestijd als onderdeel van het ministerie van binnenlandse zaken. In oorlogstijd zijn ze ondergeschikt aan het leger en de marine. De stafchef van de Turkse strijdkrachten wordt benoemd door de president en legt verantwoording af aan de minister-president. De stafchef dient een termijn van twee jaar. De ministerraad is verantwoordelijk aan het parlement over vraagstukken op het gebied van nationale veiligheid en de adequate voorbereiding van de strijdkrachten ter verdediging van het land. De bevoegdheid om een oorlog te verklaren en om de gewapende troepen te stationeren naar het buitenland of elders in Turkije berust uitsluitend bij het parlement.
De defensie van Turkije is op de Amerikaanse strijdkrachten na, de grootste gewapende macht in de NAVO. In 1998 kondigde Turkije een programma aan ter waarde van 160 miljard dollar over een periode van twintig jaar voor de modernisering van de Defensie in diverse projecten, waaronder tanks, straaljagers, helikopters, onderzeeërs, oorlogsschepen en aanvalsgeweren. Ongeveer 1,1 miljoen personen zijn in 2010 in actieve dienst bij de Defensie. Elke mannelijke staatsburger die gezond is, moet in het leger dienen voor een periode variërend van zes maanden tot twaalf maanden, afhankelijk van je opleiding en baanlocatie. Dienstweigering is niet mogelijk.
Turkije is een van de vijf NAVO-lidstaten die deel uitmaakt van het 'nuclear sharing'-beleid van de alliantie, samen met België, Duitsland, Italië en Nederland. Ongeveer negentig B61-kernbommen bevinden zich op de Luchtmachtbasis Incirlik, waarvan er veertig aangewezen zijn voor gebruik door de Turkse luchtmacht.
Turkije is een niveau 3-partnerland van het Joint Strike Fighter-programma (JSF). Turkije doet mee met de internationale missies in het kader van de Verenigde Naties en sinds 1950 van de NAVO, inclusief de vredesmissies in Somalië, Joegoslavië en de ondersteuning van coalitietroepen in de Eerste Golfoorlog. Turkije onderhoudt 36.000 troepen in de Turkse Republiek Noord-Cyprus en heeft sinds 2001 troepen in Afghanistan als onderdeel van de International Security Assistance Force (ISAF). In 2006 heeft het Turkse parlement een vredesmacht van ongeveer 700 grondtroepen en patrouillevaartuigen ingezet als onderdeel van de United Nations Interim Force In Lebanon (UNIFIL) in het kielzog van het Israëlisch-Libanese Oorlog.

### Buitenlandse betrekkingen

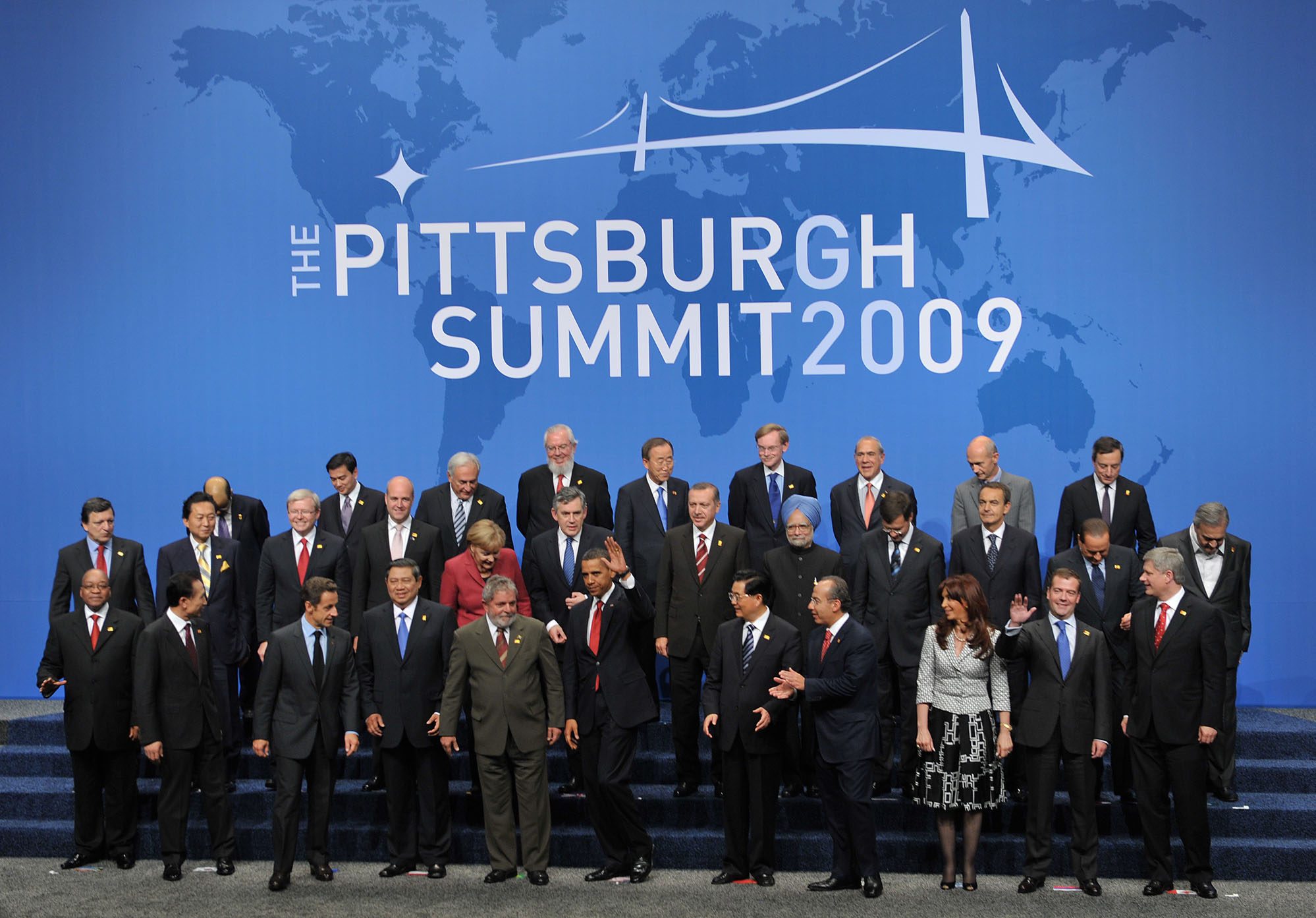
Turkije is lid van de G20.

Turkije is een van de oprichters van de Verenigde Naties (1945), de OESO (1961), de OIC (1969), de OVSE (1973), de ECO (1985), de BSEC (1992) en de G20 belangrijkste economieën. Op 17 oktober 2008 kreeg Turkije de voorkeurstemmen van 151 landen en werd daarmee verkozen als niet-permanent lid van de VN-Veiligheidsraad, namens Western European and Others, samen met Oostenrijk, dat 132 stemmen kreeg. Turkije was eerder lid van de VN-Veiligheidsraad in 1951-1952, 1954-1955 en 1961.
In lijn met zijn traditionele westerse oriëntatie, zijn de betrekkingen met Europa altijd al een centraal onderdeel geweest van het Turkse buitenlands beleid. Turkije werd een stichtend lid van de Raad van Europa in 1949, toegepast voor geassocieerd lidmaatschap van de EEG (voorloper van de Europese Unie) in 1959 en werd geassocieerd lid in 1963. Na decennia van politieke onderhandelingen heeft Turkije aanvraag ingediend voor het volledige lidmaatschap van de EEG in 1987 en werd het een geassocieerd lid van de West-Europese Unie in 1992. Turkije bereikte een akkoord over een douane-unie met de EU in 1995 en is officieel begonnen met de formele toetredingsonderhandelingen met de EU sinds 3 oktober 2005.
Een ander aspect van de definitie van de buitenlandse betrekkingen van Turkije zijn de banden met de NAVO-bondgenoot Verenigde Staten. De gemeenschappelijke dreigingen van de Sovjet-Unie zorgden voor nauwe bilaterale betrekkingen met Washington in de Koude Oorlog. Na de Koude Oorlog is het geostrategische belang van Turkije verschoven naar de nabijheid van het Midden-Oosten, de Kaukasus en de Balkan. Naast het onderbrengen van een belangrijke NAVO-vliegbasis in de buurt van Syrië en Irak voor de Amerikaanse activiteiten in de regio, zowel de status van Turkije als seculiere democratie en de positieve betrekkingen met Israël, maakte Ankara een cruciale bondgenoot voor Washington.

#### Internationale naam van het land
In december 2021 verordonneerde de Turkse president dat het land zich in het diplomatieke verkeer in het Engels niet langer zou presenteren als (Republic of) Turkey, maar als (Republic of) Türkiye, wat in juni 2022 door de Verenigde Naties werd geaccepteerd.

## Economie

Gemiddeld inkomen in dollars per provincie in 2011. (Naar koopkrachtpariteit in 2012 zo'n 60 % hoger dan onderstaand)
boven $ 14,000
$ 12,000–14,000
$ 12,000–10,000
$ 8,000–10,000
$ 6,000–8,000
$ 4,000–6,000
onder $ 4,000

### Economische basis

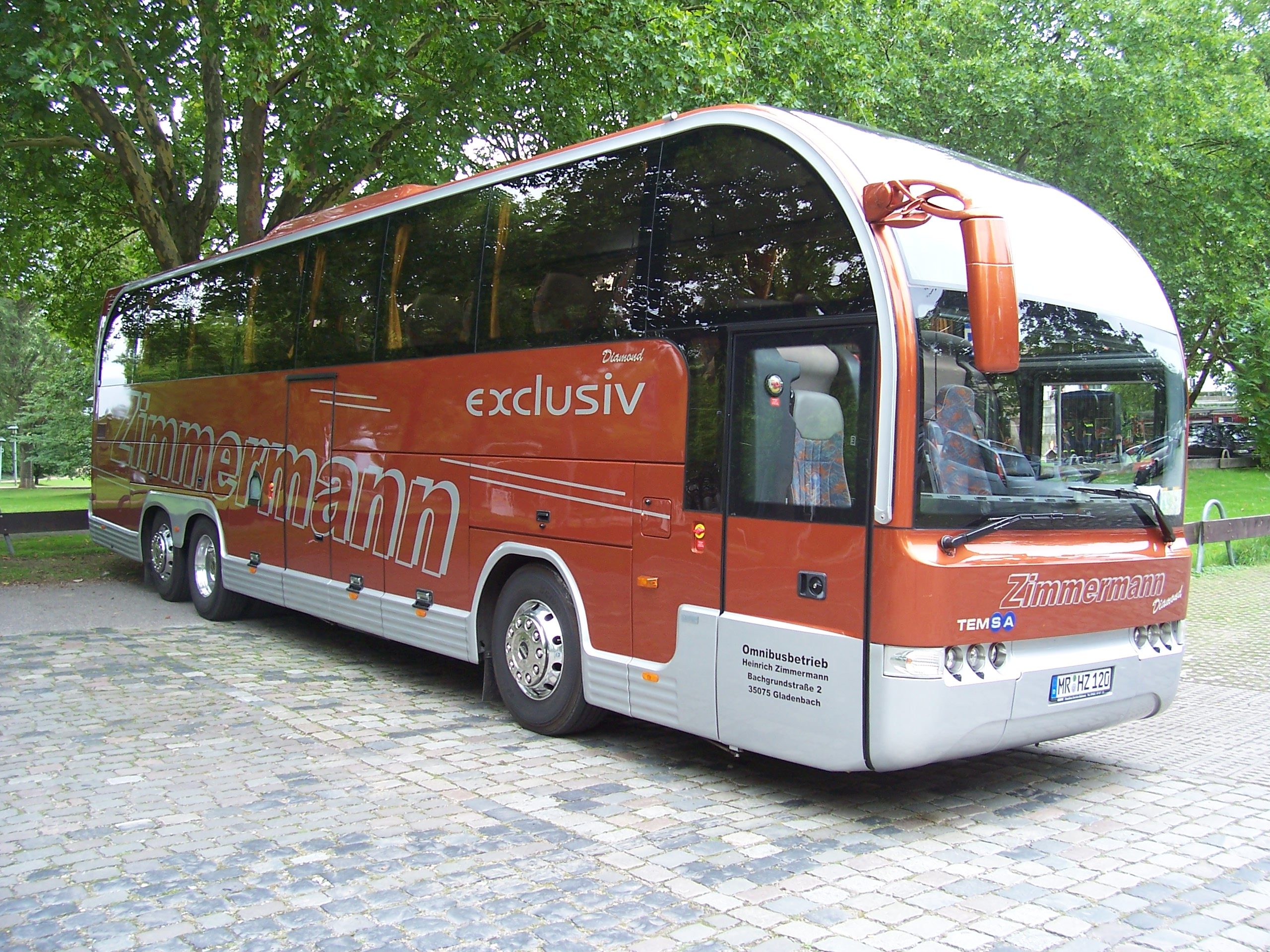
Turkse (auto)bus- en vrachtwagenfabrikanten behoren tot de grootste wereldwijd

Na de crisis in 2001 groeiden de economische activiteiten tussen 2002 en 2007 sterk. Turkije behoorde in deze periode tot de snelst groeiende economieën van de wereld en steeg van de 26e naar de 15e plaats in de lijst van de grootste economieën ter wereld. De gemiddelde economische groei bedroeg tussen 2002 en 2007 7% per jaar. De basis voor de voorspoedige economische ontwikkeling vormden de doorgevoerde structurele hervormingen en het succesvolle macro-economische beleid.
De abrupte val van de Turkse lira medio 2006 leidde tot een hogere inflatie en een verscherping van het monetaire beleid. Als gevolg hiervan vlakte de economische groei af. Onder invloed van de wereldwijde economische crisis daalde het groeitempo in 2008 fors. Vanaf 2010 is Turkije weer terug op het groeitempo van voor de crisis. De Turkse economie groeide dat jaar met 8,9 procent. Daarmee was Turkije het land met de snelst groeiende economie van heel Europa.
In 2003 en 2004 heeft het eerste kabinet-Erdoğan het Turkse investeringsklimaat verbeterd door het invoeren van een veelvoud aan nieuwe wet- en regelgeving. Een voorbeeld is de wet voor buitenlandse investeringen, die het investeringsklimaat voor buitenlandse bedrijven sterk heeft verbeterd. Daarnaast besteedde het kabinet veel aandacht aan verdere herstructurering van de bancaire sector.
Door de doorgevoerde structurele hervormingen is de Turkse economie stabieler geworden. De economische groei werd in de afgelopen jaren vooral gedreven door de particuliere vraag en de sterk stijgende export.
De particuliere bestedingen bedragen ongeveer twee derde van het bruto binnenlands product. De overheidsconsumptie beloopt ongeveer 13,5 procent van het bbp.
De economische groei is ook gebaseerd op een aantal eigenschappen van Turkije zelf: een redelijk goed opgeleide, jonge bevolking, lage arbeidskosten en een centrale positie ten opzichte van Europa, Azië en het Midden-Oosten.
De Turkse economie werd voorheen vaak gekenmerkt door sterk fluctuerende en hoge inflatiecijfers. Sinds 2004 ligt de prijsstijging onder de 10 procent. In 2005 werden zes nullen afgehaald van de Turkse lira na een revaluatie. Het monetaire beleid en loonmatiging hebben een belangrijke rol gespeeld bij het verkrijgen van een lagere inflatie. De EIU verwacht voor de komende jaren een verdere daling van de inflatie.

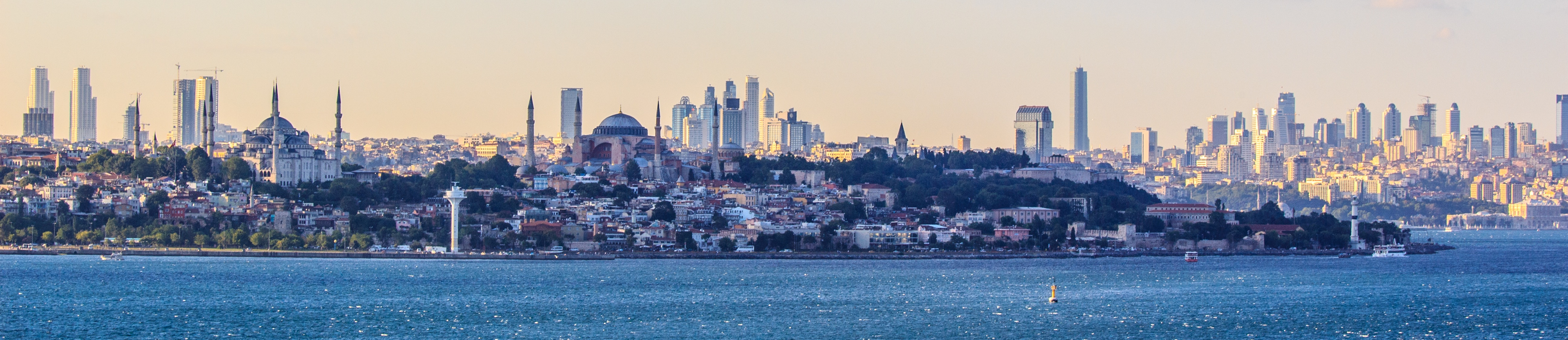
De skyline van het moderne Istanboel

- Munteenheid: 1 Turkse Lira (TL) = 100 kuruş (Kr)
- Koers 1 EUR = 29,61 TL (2023-07-31)[94]
- BBP (nominaal): 795 miljard US$ (2021) (9.407 US$ per capita)
- BBP (kkp): 2749 miljard US$ (2021) (32.278 US$ per capita)
- Groei BBP: 11% (2021)
- Staatsschuldquote: 39,7% (2020)
- Werkloosheid: 12% (2021)[95]
- Landbouw: granen, katoen, zonnebloemen en andere oliegewassen, maïs, suikerbieten, aardappelen, thee, wijn, noten, olijven, vijgen
- Veeteelt: schapen, geiten, runderen, pluimvee
- Delfstoffen: bruinkool, chroom, koper, borax, aardolie, aardgas, bauxiet, ijzer, mangaan
- Industrie: met name grote textielindustrie en constructiesector. Daarnaast ook levensmiddelen, staal-, papier-, elektronica-, automobiel-, schepen, vliegtuig, petrochemische en chemische industrie.
- Export: 153 miljard US$ (2015)
- Exportproducten: halffabricaten 29%, kleding 26%, voedingsmiddelen 14%, auto's, bussen, schepen, elektronica, witgoed
- Exportpartners: Duitsland (9,9% / 15,1 miljard $), Verenigd Koninkrijk (7,9% / 12,1 miljard $), Irak (5,6% / 8,55 miljard $), Verenigde Staten (4,9% / 7,47 miljard $), Italië (4,8% / 7,33%)
- Import: 187 miljard US$ (2015)
- Importproducten: machines en transportmiddelen 39%, halffabricaten 18%, chemie 14%
- Importpartners: China (13% / 24,4 miljard $), Duitsland (12% / 22,5 miljard $), Rusland (6,5% / 12,1 miljard $), Italië (5,6% / 10,8 miljard $), Verenigde Staten (5,6 % / 10,4 miljard $)[96]

### Toerisme

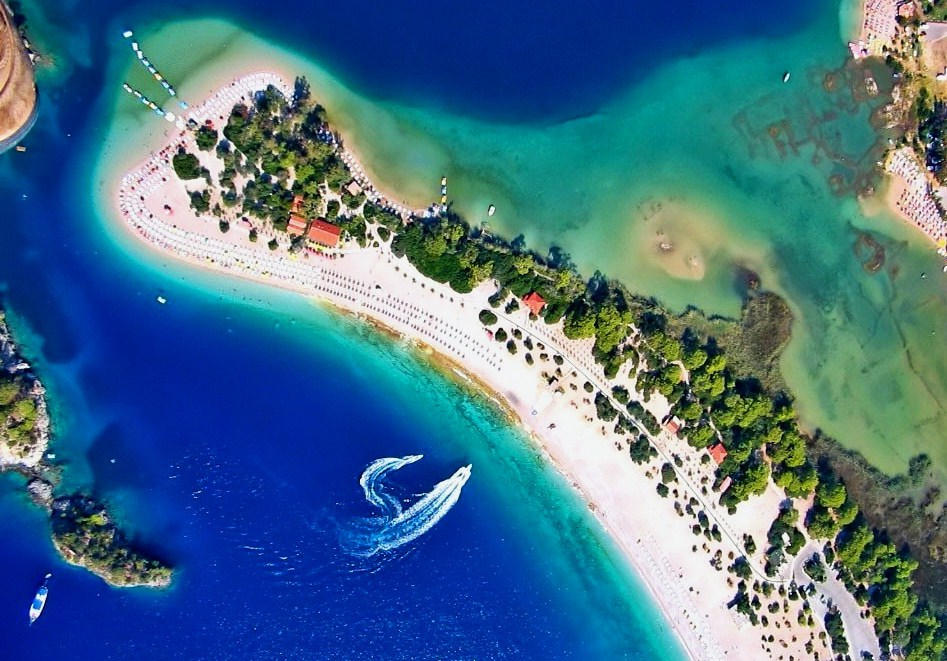
Het strand van Oludeniz

Turkije is een van de belangrijkste toeristische bestemmingen wereldwijd. Internationaal gezien stond Turkije in 2019 op de 6e plaats qua bezoekersaantallen. De grootste aantallen komen uit Duitsland, Rusland, Iran en Verenigd Koninkrijk. De toeristen die naar Turkije gaan vormen een gevarieerde mix van massatoeristen, cultuurtoeristen, natuurtoeristen, rugzaktoeristen, medisch-toeristen en wintersporttoeristen. Door het mediterrane klimaat zijn vooral de badplaatsen langs de kust populair zoals Bodrum, Alanya, Marmaris, Kuşadası en Antalya, de Turkse west- en zuidkust staat ook wel bekend als de Turkse Rivièra.
Daarnaast kent Turkije een rijke geschiedenis van vele culturen zoals de Hettieten, Arameeërs, Grieken, Armeniërs, Perzen, Seltsjoeken en Ottomanen. De meeste Turkse steden, zo ook aan de Turkse Rivièra, hebben een geschiedenis die bijna altijd teruggaat tot voor de Turkse periode en waarvan vaak nog resten te vinden zijn. Dat er in Turkije zo veel historische gebouwen intact zijn gebleven komt, doordat tijdens de Ottomaanse periode vaak restauratiewerk werd verricht. Grote historische steden als Istanboel, Bursa Edirne en İzmir zijn erg in trek bij toeristen, maar verspreid over het land vindt men nog honderden historische locaties, zoals de vele oude Griekse ruïnesteden Troje, Efeze, Pergamon, Milete, Hiërapolis, Myra, Priëne, Aphrodisias, Termessos, Sagalassos, Xanthos, Assos, Kaunos, Side, Sardis, Cnidus, Phaselis en Didyma. In Aspendos is het best bewaarde theater uit de Oudheid te vinden.
In andere Anatolische steden zoals Alanya, Erzurum, Iznik, Kayseri, Konya, Sivas en Tokat zijn veel bouwwerken te vinden uit de tijd van het Seltsjoekenrijk. Deze bouwwerken zijn gemakkelijk te onderscheiden van latere Turkse bouwwerken van de Ottomanen door hun massieve vormentaal, strak bruin natuur- of baksteen en fel groen en blauw tegelwerk. Onder het Ottomaanse Rijk werden Bursa en later Edirne en Istanbul de hoofdsteden van het rijk. In deze steden staan dan ook de belangrijkste Ottomaanse bouwwerken, hoewel ze ook in andere Turkse steden te bewonderen zijn, alsmede in de Balkan, de Kaukasus en het Midden-Oosten. Typische Ottomaanse huizen vindt men onder andere in de steden Safranbolu, Amasra en Amasya.
Minder bekende historische plaatsen zijn bijvoorbeeld Mardin, Şanlıurfa en Nusaybin, oude Armeense en Aramese steden, nu voornamelijk bewoond door Koerden, waar men nog steeds veel historische gebouwen kan bezichtigen. In het zuidoosten vindt men ook Göbekli Tepe, het tot nu toe bekende oudste (zo'n 11.500 jaar oud) tempelcomplex ter wereld, en ruïnesteden als Zeugma en Karkemish. Het centrale gedeelte van Anatolië, Cappadocië, staat bekend om zijn droge uitgestrekte vlakten met een unieke geografie. Het gebied, dat op UNESCO's werelderfgoedlijst staat, herbergt onder andere tientallen ondergrondse steden, duizenden in steen uitgehakte woningen en kerken, tientallen karavanserais en een van de oudste steden in de wereld, Çatal Hüyük. Ten noorden van Cappadocië liggen Hattusa, de ruïnehoofdstad van het oude rijk van de Hettieten, en Amasya, de oude hoofdstad van het Koninkrijk Pontus. Het noordoosten van Turkije, nabij de stad Trabzon heeft een milder klimaat dan de rest van Turkije en is bijzonder groen en bergachtig, waardoor het in trek is bij wandelaars. In het uiterste oosten van het land, bij de grens met Armenië, ligt Ani, een Armeense ruïnestad, en de berg Ararat. Bijzonder aan Turkije is dat er bijna alles te beleven valt zoals in Saklikent, omdat het zo dicht bij Antalya ligt, is dit een van de weinige plaatsen ter wereld waar men 's ochtends kan skiën en 's middags kan zwemmen.
| 2002       | 2004       | 2006       | 2008       | 2010       | 2012       | 2014       | 2016       | 2018       | 2019       |
| ---------- | ---------- | ---------- | ---------- | ---------- | ---------- | ---------- | ---------- | ---------- | ---------- |
| 13.256.000 | 17.517.000 | 19.819.000 | 26.336.000 | 28.510.852 | 31.782.832 | 36.837.900 | 25.352.213 | 39.488.401 | 51.747.198 |

### Vervoer en verkeer

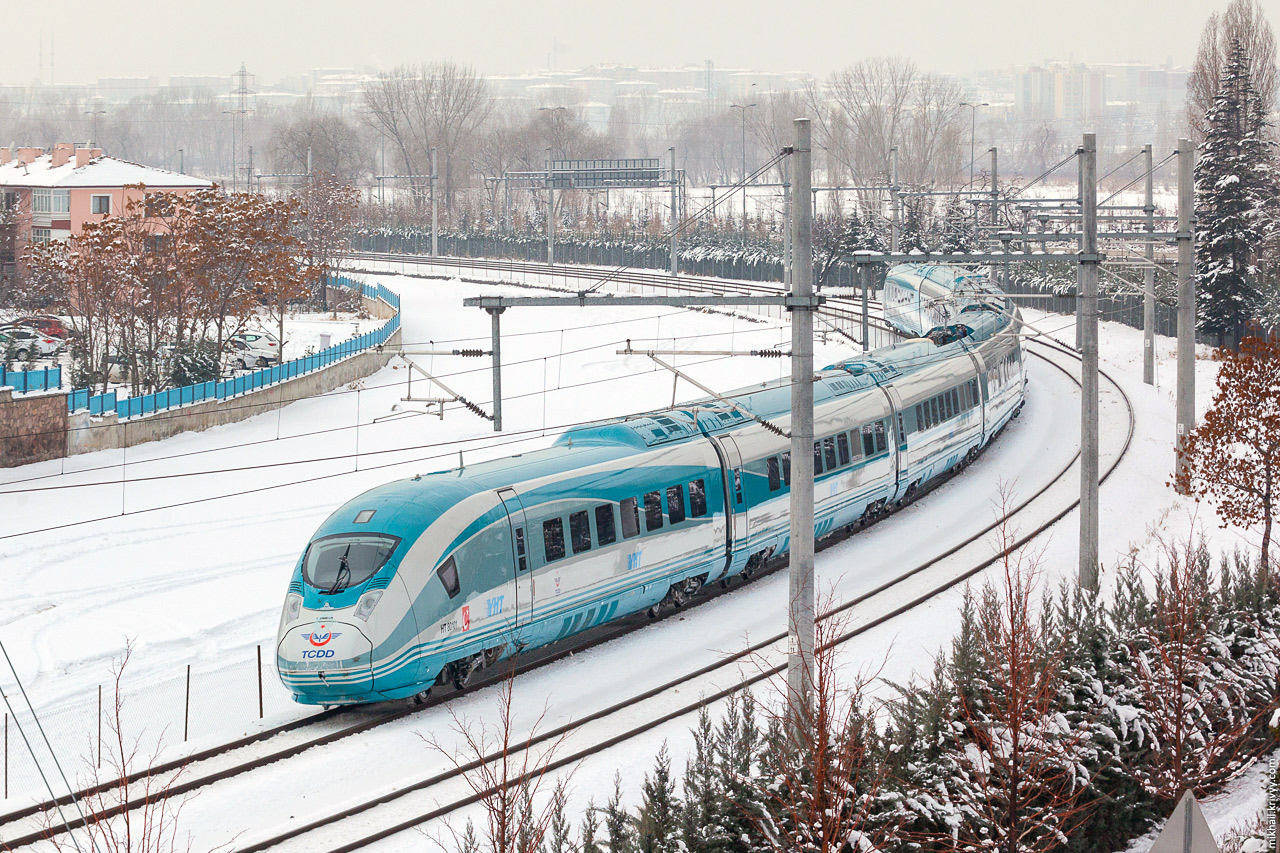
Een trein in Turkije

Turkije bouwt tussen de grote steden hogesnelheidslijnen, het eerste stuk tussen Ankara, Eskişehir en Konya is al operationeel

Turkije is momenteel bezig om zijn infrastructuur op West-Europees niveau te krijgen. Tientallen projecten waaronder bruggen, tunnels, metrolijnen, snelwegen en hogesnelheidslijnen moeten in 2023, bij het honderdjarig bestaan van de republiek, voltooid zijn. Enkele opmerkelijke projecten rond Istanboel zijn de derde brug over de Bosporus, de spoortunnel Marmaray en een autotunnel onder de Bosporus, en het graven van een kanaal ten westen van Istanboel voor vrachtschepen en olietankers.
Het Turkse wegennet beslaat 386.000 km, waarvan meer dan een derde verhard. Daarnaast beschikt het land over 8682 km aan spoorwegen, waarvan 1524 km geëlektrificeerd. Steden die goed te bereiken zijn via het spoor zijn onder andere Istanboel, Ankara, İzmir, Adana, Konya, Eskişehir, Karaman, Gaziantep, Diyarbakır, Samsun, Malatya, Elazig, Sivas, Mersin en İzmit. Sinds 2009 is de eerste hogesnelheidslijn in Turkije operationeel tussen Ankara en Eskişehir. Nog in aanbouw zijn enkele andere lijnen, die lopen vanuit Ankara naar onder andere Istanboel, Konya en Sivas. Met Chinese financiële steun zal voor 2023 6000 kilometer spoor worden aangelegd, tot 450 km/u.
Havens bevinden zich in de plaatsen Gemlik, Hopa, Iskenderun, Istanboel, Izmir, İzmit, Icel (Mersin), Samsun, Trabzon, Antalya en Çeşme. Tot de belangrijkste vliegvelden behoren Ankara, Antalya, Bodrum, Dalaman, Istanboel Atatürk en Sabiha Gökçen, İzmir, Kayseri, Sakirpasa, Trabzon en Van.

### Energie
Turkije is een belangrijk doorvoerland voor aardgas en olie: zo'n 10% van het wereldwijd transport van aardolie vindt in Turkije plaats. Het land heeft niet genoeg eigen fossiele brandstoffen om aan de binnenlandse vraag te voldoen, en is gedwongen zijn energie grotendeels te importeren uit buurlanden. Om op termijn zelfvoorzienend te zijn wordt gezocht naar reserves met proefboringen in de Zwarte Zee en de Middellandse Zee (tussen Hatay en Cyprus). Het Japanse Mitsubishi gaat met het Franse Areva vier kerncentrales bouwen van het nieuwste model in de noordelijke provincie Sinop. Rusland bouwt momenteel (2022) de eerste set kerncentrales van Turkije in de zuidelijke provincie Mersin. In 2030 wil de Turkse regering 30% van de benodigde energie met kernenergie opwekken. Bijkomend voordeel is dat de CO2-uitstoot hiermee wordt beperkt. Turkije stootte 5,02 ton per inwoner uit (2018), ongeveer gelijk aan het wereldgemiddelde. Omdat het land voor een groot deel bergachtig is, haalt het tevens een groot deel van zijn energie uit waterkrachtcentrales; zo'n 25%. In 2013 werd de Derinerdam in de noordoostelijke provincie Artvin in werking gesteld, een van de hoogste dammen in de wereld, en de enige slanke dubbelgekromde. Hoewel het potentiaal van waterkracht in Turkije de energievraag ruim overstijgt, wegen de ecologische, sociale en culturele nadelen voor veel lokale burgers niet op tegen economische winsten. Sinds eind jaren 90 heeft een groot deel van de huizen in Turkije zonneboilers voor warm water, maar het land maakt nog amper gebruik van zonnecellen voor het opwekken van elektriciteit. Wel zijn er begin 21e eeuw in het noordwesten van het land diverse windparken gebouwd.
In 2014 produceerde het land 31 miljoen ton olie-equivalent (Mtoe), 61% fossiele en 39% duurzame energie. (1Mtoe = 11,63 TWh, miljard kilowattuur). Dat was niet genoeg voor de energievoorziening, het TPES (total primary energy supply): 122 Mtoe. Het land importeerde 94 Mtoe fossiele brandstof meer dan het exporteerde.
Van de energie ging ongeveer 37 Mtoe verloren bij conversie, vooral bij elektriciteitsopwekking. 5 Mtoe werd gebruikt voor niet-energetische producten zoals smeermiddelen, asfalt en petrochemicaliën. Voor eindgebruikers resteerde 80 Mtoe waarvan 18 Mtoe = 205 TWh elektriciteit die voor 21% duurzaam opgewekt werd.